# Henry Hughes Wilson
Pour les articles homonymes, voir Henry Wilson (homonymie) et Wilson.
Henry Hughes Wilson, 1er baronnet, né le 5 mai 1864 à Ballinalee (Irlande) et mort le 22 juin 1922 à Londres, est un maréchal britannique de la Première Guerre mondiale. Il joue un rôle important dans les relations anglo-françaises avant et durant la Première Guerre mondiale comme officier de liaison avec l'Armée française. Durant la guerre, il n'a qu'un seul commandement opérationnel en 1916 lorsqu'il dirige le 4e corps d'armée.
Il est ensuite conseiller du premier ministre britannique et devient chef d'état-major impérial durant la dernière année du conflit. Impliqué dans l'incident de Curragh en mars 1914, Il devient conseiller à la sécurité en Irlande du Nord, lors de la partition du pays. Membre du Parlement, Wilson est assassiné par l'IRA le jour de l'inauguration d'une stèle aux victimes de guerre de la station de Liverpool Street.

## Biographie

### Début de carrière
Après des études secondaires à Marlborough College, il tente par deux fois d'entrer à l'académie royale militaire et trois fois à Sandhurst sans succès entre 1880 et 1882. En 1882, il est recruté comme lieutenant dans la milice du comté de Longford puis rapidement transféré dans un bataillon régulier appartenant à la Rifle Brigade. En 1884, il est brièvement incorporé aux Royal Irish Rifles mais retourne dans sa brigade d'origine,.
À partir de 1885 Wilson est présent en Inde où il participe à la guerre anglo-birmane en 1886 et sérieusement blessé. Il perd un œil (ce qui lui vaut les surnoms de « Ugly Wislon » ou « d'homme le plus laid de l'armée britannique »), ses autres blessures l'obligent à utiliser une canne jusqu'à la fin de sa vie. Ses blessures ne se soignant pas en Inde, il retourne en Irlande en convalescence jusqu'en 1888, année à laquelle il est de nouveau déclaré apte pour le service actif. Il passe les examens d'entrée au Staff College de Camberley d'où il sort diplômé en 1893 et promu capitaine. À partir de décembre 1894, grâce à ses connaissances du français et de l'allemand Wilson travaille au département du renseignement militaire du War Office.
Wilson est un protégé de Lord Roberts, il est détaché à l'état-major en 1895,. En 1897, il est brigadier-major de la 3e brigade à Aldershot. De 1899 à 1901, il participe à la seconde guerre des Boers à la tête de la 4e Brigade légère comme major de brigade. Il est nommé ensuite vice adjudant-général adjoint avant de devenir conseiller militaire de Lord Roberts. Au cours de ce conflit, il est cité dans les dépêches et reçoit l'ordre du Service distingué et est recommandé pour obtenir le grade de lieutenant-général breveté.
Au cours de cette période, Wilson reçoit la parole du lieutenant-colonel Repington (en) d'arrêter sa liaison et de ne plus rencontrer Lady Garstin. Ce dernier faillit à sa parole et doit démissionner de l'armée.

### War Office
Il retourne en Angleterre en 1901, il obtient la promotion de major en décembre. Il est nommé commandant du 9e bataillon provisoire de Rifle Brigade de Colchester en 1902. En 1903, il devient adjudant général adjoint. En 1907, il devient colonel puis brigadier-général à titre temporaire et dirige le Staff College de Camberley, Surrey. Au cours de cette affectation il se brouille avec lord Kitchener, lors d'une visite de ce dernier accompagné par Robertson en juillet 1910.

### Planification de la guerre
En 1910, Wilson devient directeur des opérations militaires au War Office. Les rapprochements militaires franco-anglais amorcés en 1906 sont dynamisés par sa présence. Wilson préconise l'envoi d'un corps expéditionnaire britannique en France en cas d'attaque allemande. En juillet 1911, il a des entretiens secrets avec le général Dubail (chef d'état-major de l'armée française) et Adolphe Messimy (le ministre de la Guerre français). Les Français appellent la Force expéditionnaire « l'Armée Wilson », même si cette dénomination donne une idée exagérée de l'importance de l'envoi de troupes britanniques.
Lors de la crise d'Agadir occasionnée par l'envoi d'une canonnière allemande, le général Wilson se rend à Paris pour suivre les manœuvres françaises. Les Anglais coopèrent avec la France et poussent le président du Conseil Joseph Caillaux à réagir fermement vis-à-vis de l'Allemagne. Le général Joffre témoigne :

« C'est [...] du début de cette période que datent les premières conversations entre l'État-Major français et l'État-Major britannique. Le général Wilson vint en France travailler avec nous et préparer le débarquement éventuel d'un corps expéditionnaire britannique. Il fut le premier et bon ouvrier de cette collaboration. »

Lors de la réunion du Comité de Défense Impérial (CDI) suivant la crise d'Agadir, le First Sea Lord Sir Arthur Wilson présente des plans de la Royal Navy pour débarquer des troupes sur la côte Baltique ou à Anvers en fonction des opportunités. Ce dernier considère que les Allemands seraient à mi-chemin de Paris le temps pour un corps expéditionnaire d'être prêt et que de plus les quatre à six divisions Grande-Bretagne auraient peu d'effet dans une guerre où les armées disposent de 70 à 80 divisions de part et d'autre.
Henry Wilson expose ses propres plans mettant en avant la haute qualité des soldats britanniques et leur utilisation possible pour renforcer l'aile gauche du dispositif français contre l'aile droite de l'armée allemande. Il indique également que leur présence aurait un effet important sur le moral des Français. Hankey rapporte que la présentation de Wilson a emporté les suffrages, même si Hankey lui-même n'est pas entièrement d'accord avec les positions de Wilson. Le Premier ministre Asquith ordonne à la Marine de préparer l'organisation du déploiement de la force expéditionnaire en France. Hankey précise également qu'en 1914, French et Haig ne sont pas pleinement conscients des décisions prises. De leur côté Morley et Burns démissionnent du Cabinet n'étant d'accord avec les décisions du CDI, quant à Churchill et Lloyd George, ils n'ont jamais complètement accepté les implications de l'envoi d'une force militaire en France. Après la réunion, Hankey commence à rédiger un document détaillant les plans de mobilisation de guerre cependant le 4 août 1914 le déploiement exact de la BEF n'est pas encore définitif.
Wilson réalise l'ampleur des difficultés d'organisation et passe une grande énergie à préparer le déploiement du BEF en France en cas de guerre. Il passe la plupart de ses vacances à bicyclette en Belgique et dans le nord-ouest de la France. En 1912, il est nommé colonel honoraire du 3e Bataillon du Royal Irish Rifles. Wilson est promu major-général en novembre 1913. Le 17 novembre 1913 après une réunion des officiers supérieurs du BEF (French, Haig, Wilson, Paget, Grierson), Wilson s'inquiète en privé du manque d'intellect de French et espère qu'il n'y aura pas de guerre sous le commandement de ce dernier. Brian Bond considère que la plus grande réussite de Wilson comme DMO est la fourniture de chevaux et de transport et d'autres mesures qui ont permis à la mobilisation de se dérouler en douceur.

### Incident de Curragh
En 1914, Wilson soutient les officiers britanniques qui ont menacé de démissionner plutôt que d'intervenir contre les adversaires unionistes d'Ulster au Homes Rules irlandais dans l'incident de Curragh, certains lui reprochent d'incitation à l'incident et ensuite de ne pas avoir soutenu les « mutins ». Wilson divulgue des renseignements à des Volontaires d'Ulster et de l'opposition conservatrice. Le gouvernement élabore une formule rédigée avec soin pour éviter la démission des officiers, mais à la suite d'interrogations de Henry Wilson, Seely le secrétaire d'État à la Guerre ajoute deux paragraphes indiquant que l'armée ne serait pas nécessaire pour contraindre l'Ulster à appliquer les Home Rules. Seely doit démissionner. Wilson sonde alors l'opinion des différents officiers et indique à French, qui a paraphé les modifications de Seely, qu'il doit démissionner de son poste CIGS, ce qu'il fait le 6 avril 1914.

### Première Guerre mondiale

#### 1914 -1916
Au début août, Wilson appelle l'attaché militaire français de la Panouse et l'ambassadeur français Paul Cambon pour leur indiquer qu'Asquith honorerait la décision de la Grande-Bretagne de mai 1914 d'envoyer cinq divisions en France. Cette décision est validée le 5 août 1914 par le Conseil de Guerre, mais l'engagement est réduit à quatre divisions par Kitchener le lendemain. Pendant le même temps, le Conseil de Guerre débat de l'opportunité de déployer le BEF à Maubeuge, à Amiens ou à Anvers.

##### Sous-chef d'état-major du BEF
Wilson est proposé pour le poste de « brigadier-général des opérations », mais étant déjà major-général il négocie une mise à jour de son titre en « sous-chef d'état-major ». Edmonds (en), Kirke (en) et Murray affirment après la guerre que French a souhaité avoir Wilson comme chef d'état-major, mais que cette nomination est bloquée à cause du rôle de Wilson dans la mutinerie Curragh, il n'existe cependant aucune preuve contemporaine de ce fait, même dans le journal de Wilson.
Le 7 août 1914, Wilson rencontre Victor Huguet un officier de liaison français convoqué à Londres à la demande de Kitchener. Il le renvoie en France pour obtenir plus d'informations de Joffre et fournir les plans britanniques des déplacements des troupes le 9 août 1914. Kitchener convoque Wilson à son bureau pour une réprimande car ce dernier a agi sans consultations. Wilson est en colère contre Kitchener qui a mobilisé les troupes dans la confusion en les déployant d'Aldershot à Grimsby craignant une invasion allemande.
Le12 août 1914 Huguet revient en Angleterre et rencontre French, Murray et Wilson. Ils conviennent de déployer le BEF à Maubeuge. Mais Kitchener, lors d'une réunion de trois heures, « mémorable en montrant l'ignorance colossale K et sa vanité » selon Wilson, essaie d'imposer un déploiement du BEF à Amiens où il aurait moins de risque de rencontrer les Allemands venant du nord de la Meuse. Le conflit de personnalité entre Wilson et Kitchener aggravent les relations entre Kitchener et Sir John French, ce dernier suivant souvent les conseils de Wilson.
Le 14 août 1914 Wilson, French et Murray arrivent en France. Wilson est sceptique sur les conséquences de l'invasion allemande de la Belgique, il estime qu'elle s'arrêterait lors des attaques françaises en Lorraine et dans les Ardennes. Ayant reconnu la zone de déploiement avec Harper en août 1913, Wilson souhaitait déployer le BEF juste à l'est de Namur. Il est possible que les forces anglo-françaises auraient pu attaquer au nord en menaçant de couper les armées allemandes qui se déplaçaient vers l'ouest au nord de la Meuse.
Comme les autres commandants britanniques, Wilson dans un premier temps sous-estime les forces allemandes face au BEF. Il conseille à French de continuer à progresser considérant que le BEF est face à un corps d'armée et une division de cavalerie malgré des estimations des troupes plus réalistes de MacDonogh (en). Le 23 août 1914, le jour de la bataille de Mons, Wilson initialement rédige un ordre d'attaque pour le lendemain, que Sir John French annule le 24 août 1914. Wilson considère qu'aucune retraite n'aurait été nécessaire si le BEF était formé des six divisions d'infanterie initialement prévues au lieu de quatre.
L'état-major du BEF, qui n'est pas entraîné, a des ratés de fonctionnement au cours des jours suivants. Divers témoins indiquent que Wilson est l'un des membres du GQG le plus calme, mais il est cependant préoccupé par les problèmes médicaux de Murray et l'apparente incapacité de French à comprendre la situation. Wilson s'oppose à la décision de Smith-Dorrien de se battre au Cateau le 26 août 1914.
Après la guerre à un dîner en mars 1920, Wilson a affirmé que les Allemands auraient dû gagner la guerre en 1914, mais qu'ils n'avaient pas eu de chance. Barthélemy, capitaine d'état-major à l'époque, a indiqué à Liddell Hart que Wilson est « l'homme qui a sauvé l'armée britannique » en ordonnant à Smith-Dorrien de battre en retraite vers le sud après Cateau et non vers le sud-ouest, brisant ainsi le contact avec les Allemands. Wilson joue un rôle important de liaison avec les Français, il semble avoir dissuadé Joffre de renouveler les attaques de dégagement de la 5e armée du général Lanzerac que les Britanniques ne pourraient soutenir. Il persuade plus tard Sir John French d'annuler ses ordres de retraite au sud le 4 septembre 1914 pour participer à la bataille de la Marne à partir du 6 septembre 1914. Il convainc Joffre fin septembre de permettre au BEF de se redéployer à la gauche de la ligne alliée. Lorsque French, Murray et Wilson se retrouvent dans le Nord pour discuter avec Foch, le commandant des armées françaises du secteur au début d'octobre 1914, Foch accueille Sir John French avec une poignée de main, mais jette ses bras autour du cou de Wilson et l'embrasse sur les deux joues.

##### Succession de Murray
Lors de la visite de Murray au War Office en octobre, Wilson agit comme chef d'état-major du BEF. Comme beaucoup d'officiers alliés supérieurs, il croit que la guerre sera gagnée au printemps suivant, surtout si les Russes gagnent la bataille de Lodz alors en cours. Wilson considère que Kitchener met en péril les chances de victoire en retenant des officiers et sous-officiers formés en Grande-Bretagne pour construire les « armées de Kitchener » qui ne seront prêtes qu'en 1916. À ce stade de la guerre, Wilson n'envisage pas que des troupes britanniques combattent sous commandement français. Le 4 novembre 1914, il s'oppose à une demande de Foch souhaitant que 2 bataillons dirigés par Allenby participent à une attaque française. Les 4 et 4 novembre 1914, Murray se plaint et menace de démissionner quand il se rend compte que Wilson a modifié un de ses ordres sans le lui dire.
Wilson est présent à la veille du corps de Lord Roberts, son ancien patron, mort après avoir attrapé froid en rendant visite à ses bien-aimées troupes indiennes. Après l'enterrement dans la cathédrale Saint-Paul, il tente une réconciliation avec Kitchener et avec les hommes politiques les plus influents du parti conservateur Chamberlain, Bonar Law, Milner et Long entre les 17 et 20 novembre 1914.
À la fin de l'année 1914, French déclare à Wilson qu'il souhaite nommer Murray à un commandement du corps et que Wilson le remplace. Mais Asquith, comme il l'indique dans une lettre à Venetia Stanley (en) datée du 20 décembre 1914, convoque French à Londres pour « une petite conversation » et lui interdit de promouvoir ce « bandit intelligent quoique vénéneux Wilson qui s'est si mal comporté... à propos de l'Ulster ». Wilson déclare avoir entendu Joffre, lors d'une visite au GQG le 27 décembre 1914 déplorant l'absence de changement d'affectation de Murray. Mais Asquith considère que les propos de Joffre sont dus aux « intrigues constantes de ce serpent Wilson » et qu'avec Kitchener ils s'opposeraient à la nomination de Wilson. Asquith estime en effet que Wilson est trop francophile et trop friand d'« intrigues politiques ». Wilson indique à French que les raisons des objections d'Asquith et de Kitchener sont en grande partie personnelle, il n'est cependant pas en mesure de les dissuader de bloquer sa nomination. En janvier 1915 lors d'une visite à Londres, Wilson apprend de Wigram que le blocage de sa nomination est le fait d'Asquith plutôt que de Kitchener, alors que Carson et Law souhaitaient le voir à ce poste.
Jeffrey affirme qu'il y a peu de preuves précises d'intrigues de Wilson pour remplacer Murray, mais qu'il est fortement soupçonné d'avoir intrigué. La plupart des officiers britanniques sont très suspicieux à son égard du fait de ses positions francophiles (l'officier d'état-major de Haig, Charteris considère que les demandes de Wilson aux Français pour faire pression sur son nom pour le remplacement de Murray sont comparables à un « adultère mental »). En janvier 1915 lorsque Murray est démis de son poste de chef d'état-major du BEF, son poste est attribué au quartier-maître général du BEF « Wully » Robertson. Robertson refuse d'avoir Wilson comme son suppléant. Wilson est nommé officier de liaison principal auprès des Français et promu au grade de lieutenant général à titre temporaire,. French n'a pas techniquement le pouvoir de faire cette promotion, mais il indique qu'il ferait démissionner Wilson si le Conseil des ministres ou le War Office s'opposent à la nomination. Les Français font un lobbying si pressant pour la nomination de Wilson que même French pense que les Français devraient s'occuper de leurs propres affaires internes. Asquith dans une lettre à Vénétie le 26 janvier 1915 et Haig dans son journal le 5 février 1915, font tous deux remarquer que cette nomination de Wilson limite son influence.

##### Officier de liaison principal
En avril 1915, French invite Wilson régulièrement à déjeuner. Wilson voit Foch tous les 2–3 jours dans des réunions parfois tendues par des erreurs de traductions. Par exemple il ne traduit pas une menace de Joffre de contacter le gouvernement britannique le 12 mai 1915 ou il ne traduit pas littéralement une demande d'attaque pour les troupes britanniques de 10 divisions le 15 juillet 1915.
Wilson est opposé à la campagne de Gallipoli car elle ne ferait que donner Constantinople à la Russie. Le 18 mars 1915 il espère que ce serait « un fiasco » qui permettrait d'« aider à se débarrasser de Winston ». L'envoi d'obus à Gallipoli le met en colère en limitant les quantités d'obus explosifs aux 12 divisions du BEF pour la bataille de Festubert dont il considère, le 13 mai 1915 que cette bataille aurait pu être « l'une des actions décisives de la guerre ». Wilson se plaint le 17 mai 1915 de Kitchener qui retient les nouvelles armées en Angleterre au lieu de participer à la victoire décisive imminente. En mai, il dit lord Derby que les 100 000 soldats à Gallipoli aurait pu participer à la bataille de Neuve-Chapelle et la transformer en une victoire décisive. Le 10 juin 1915, il écrit « comment ils vont rire à Berlin » lorsqu'il apprend que « 4 autres divisions devaient être envoyées » à Gallipoli. Il déplore le débarquement raté de Suvla Bay (en) en août et écrit que « Winston en premier et les autres ensuite » devraient être jugés pour assassinat.
Wilson est anobli comme chevalier-commandeur de l'Ordre du Bain à l'occasion de l'anniversaire du Roi en juin 1915. Au cours de l'été 1915, il croit que le gouvernement français pourrait tomber ou que la France elle-même chercherait la paix, à moins que les Britanniques déclenchent l'offensive de Loos. Il décline l'offre de French d'un commandement de corps le 20 août 1915 affirmant que plusieurs commandants de division mériteraient cette promotion. Ses efforts pour être le principal interlocuteur entre French et Joffre prennent fin en septembre 1915, quand il est décidé que ces contacts devraient passer par Sidney Clive (en), l'officier de liaison britannique au GQG.
L'échec de la campagne de Gallipoli et la pénurie d'obus qui lui est liée ont contribué à la formation d'un gouvernement de coalition qui ouvre de nouvelles perspectives pour Wilson. Ses relations personnelles avec Asquith et Kitchener semblent être devenues plus cordiales à cette époque. Leo Maxse (en), HA Gwynne (en) et le radical Josiah Wedgwood impressionnés par le soutien de Wilson à la conscription et par sa position pour l'abandon de Gallipoli, le pressentent comme un CIGS potentiel à la place de James Wolfe-Murray, mais Archibald Murray est nommé à ce poste en septembre 1915.

##### Nomination comme commandant de corps
Après la bataille de Loos, les jours de sir John French en tant que commandant en chef du BEF sont comptés. Robertson se plaint au roi le 27 octobre 1915 du manque de fiabilité de Wilson, il le critique également auprès de Kitchener pour sa proximité avec les Français. Lors d'une visite de Wilson à Londres en novembre 1915, Sir John French, Milner, Lloyd George et Arthur Lee ont tous soulevé la possibilité que Wilson deviennent CIGS à la place de Murray. Hankey pense qu'il aurait pu devenir CIGS s'il n'y avait pas la méfiance des politiques depuis l'incident de Curragh, mais il n'y a aucune preuve explicite dans le journal de Wilson qu'il convoitait le poste. Joffre suggère que Wilson remplace Kitchener comme secrétaire d'État à la Guerre.
Wilson reçoit également le titre honorifique de colonel des Royal Irish Rifles le 11 novembre 1915, il est fait Commandeur, puis Grand-officier de la Légion d'honneur pour ses services rendus,,. Wilson participe à la conférence de Chantilly du 6 au 8 décembre 1915 avec Murray (CIGS), French et Robertson, ainsi que Joffre, Maurice Pellé et Victor Huguet pour la France, Zhilinski et Ignatieff pour la Russie, Cadorna pour l'Italie, un représentant serbe et un représentant belge. Wilson désapprouve ce type de réunions, opinion partagée également par Joffre. Il considère que des réunions régulières des ministres de la Guerre britannique et français, des commandants en chef et des ministres des Affaires étrangères permettraient d'éviter les opérations nationales hasardeuses comme les opérations d'Anvers, de Gallipoli ou de Salonique.
Avec la démission imminente de French, Wilson qui lui reste fidèle, tente de démissionner et de devenir officier en demi-solde le 10 décembre 1915 car il sent qu'il ne pourrait pas servir sous les ordres de Haig ou de Robertson. Bonar Law et Charles Callwell ont tenté de le dissuader. Haig trouve inacceptable ce comportement pendant la guerre, de son côté Robertson considère que Wilson ferait moins de mal en France qu'en Angleterre. Haig considère le 12 décembre 1915 que Wilson devrait commander une division avant de commander un corps d'armée, même il est convaincu que Wilson l'a critiqué lui et d'autres généraux britanniques et qu'il est l'instigateur d'un article dans The Observer suggérant le placement du BEF sous le commandement du groupe d'armées françaises du Nord du général Foch. Charteris écrit à sa femme le 12 décembre 1915 à propos des articles que « ni Haig ni Robertson ne veulent Wilson près d'eux ».
À la suite de la promotion de Haig à la tête du BEF, Rawlinson est proposé pour diriger la Première Armée, il offre à Wilson la possibilité de lui succéder à la tête du 4e Corps d'armée. Wilson ne souhaite pas servir sous Rawlinson et préfère diriger le 14e Corps d'armée (en) nouvellement formé et notamment la 36e Division d'Ulster (en), au sein de la 3e Armée Britannique dirigée par Allenby. Asquith convoque Wilson à Londres et lui offre personnellement un corps d'armée, Kitchener lui indique que le commandement du corps devait être « temporaire en attendant quelque chose de mieux », Wilson pense impossible sa suggestion de poursuivre à exercer simultanément des fonctions de liaison anglo-français. Jeffery suggère que Kitchener a vu peut-être Wilson comme un allié potentiel contre Robertson.
Comme de nombreux conservateurs Wilson n'est pas satisfait du manque de leadership d'Asquith, du retard dans la mise en place de la conscription. À partir de décembre 1915, il exhorte Bonar Law à faire tomber le gouvernement. Law refuse, soulignant que l'élection générale résultante serait source de discorde et qu'ils perdraient l'appui des députés radicaux et irlandais.

##### Commandant de corps, printemps 1916
Wilson reçoit le commandement du 4e Corps d'armée, il a presque la même taille (quatre divisions, soit au total près de 70 000 hommes) que la composition originale du BEF en août 1914. Compte tenu de la différence de qualité entre ses divisions, il s'intéresse à la formation des troupes et donne de nombreuses conférences aux officiers. Wilson a deux aides-de-camp, Godfrey Locker-Lampson et le vicomte Duncannon (fils du comte de Bessborough, un grand propriétaire terrien à Kilkenny) tous deux députés conservateurs en uniforme. Lors de ses visites à Londres, Wilson garde ses liens avec des politiciens comme Carson, Law, Austen Chamberlain et Milner.
Comme beaucoup, Wilson pense initialement l'insurrection irlandaise de Pâques du 26 avril 1916 est d'inspiration allemande. Bonar Law suggère de le nommer commandant provisoire pour réprimer l'insurrection. Wilson espère que les événements conduiront la chute de gouvernement Asquith et souhaite qu'Augustine Birrell soit « arrêté et jugé ». Wilson pense que l'écrasement des fauteurs de troubles les empêcheront d'infecter la majorité unioniste restée silencieuse, il regrette la démission de Maxwell.
Du 9 mai 1916 au 22 mai 1916, Wilson commande la 1re armée britannique en l'absence de Monro. il prend en charge une portion de tranchée initialement attribuée au 17e corps d'armée de Byng de la 3e armée britannique d'Allenby sur la crête de Vimy. Durant cette période, deux commandants de division sont absents du front, William Walker de la 2e division est malade et Barter de la 47e division est en permission. Ces absences perturbent la chaîne de commandement, plusieurs officiers subalternes sont nécessaires pour agir à la place de leurs supérieurs. Le dimanche 21 mai 1916, les Allemands déclenchent une attaque surprise dans la soirée et conquièrent 900 mètres de ligne de front britannique sur 800 mètres de profondeur. Wilson réagit comme il peut en organisant un barrage d'artillerie utilisant les canons des 1re et 3e armées, la contre-attaque planifiée est reportée au 23 mai 1916 lors du retour de congé de Monro. Lors de la réunion au quartier-général de Wilson le 23 mai 1916 Monro et Allenby insistent pour que le 4e Corps d'armée contre-attaque, malgré les objections de John Headlam le responsable de l'artillerie et Tavish Davidson le directeur des opérations militaires du GQG indiquant qu'Haig souhaitait que la contre-attaque soit reportée de quinze jours.
La contre-attaque planifiée échoue, les deux bataillons au centre de la contre-attaque sont soumis à un bombardement défensif allemand les empêchant d'attaquer, Monro décide alors d'arrêter l'attaque. Wilson souhaite envoyer en cour martiale les deux commandants de bataillon, après avoir entendu le point de vue de l'un des commandants de brigade indiquant que l'attaque était possible. Le major Armytage, un officier du GQG, visite le secteur le 25 mai 1916 et rapporte que le brigadier-général Kellett (chef de la 99e brigade, mais commandant par intérim de la 2e division) est incompétent et « dans l'ignorance complète de la situation ». Haig demande à Monro le 27 mai 1916 que Wilson explique pourquoi le 4e Corps anciennement « le plus efficace dans l'armée »« a beaucoup diminué en valeur militaire » et considère que Wilson « a failli comme commandant sur le terrain ». Charteris rend visite également au quartier-général du 4e Corps le 27 mai 1916., Il indique que les officiers sont « découragés » et pensent que les Allemands et les Français sont de meilleurs combattants que les Britanniques. Wilson affirme plus tard que les officiers sont « à la botte de Charteris ». Wilson est pratiquement limogé, mais il est sauvé par un rapport en sa faveur de Monro. Les deux commandants de bataillon impliqués dans la contre-attaque ratée ne passent pas en cour martiale, mais Kellett n'obtient jamais le commandement d'une division. Jeffery soutient que comme beaucoup de commandants de corps responsable d'attaques avortées, Wilson est au mauvais endroit au mauvais moment, il doit de plus supporter l'animosité d'Haig.

##### Commandant de corps, été et automne 1916
Au cours de la préparation de l'offensive de la Somme, Foch dit à Wilson en mai que les attaques sans de nombreux canons et sans de grandes quantités de munitions sont « suicidaires ». Clemenceau partage cet avis lors d'une rencontre avec Wilson à Rouen. Comme beaucoup de généraux britanniques, Wilson lui-même est très impressionné par la quantité d'artillerie disponible, le 4e Corps d'armée qu'il commande ne participe pas directement à la bataille de la Somme.
En août Haking un subordonné de Wilson apprécié par Haig, commande par intérim la 1re armée quand Monro devient commandant en chef, en Inde. Wilson déclare dans son journal que Monro l'a recommandé pour le remplacer mais que cette proposition est refusée par Haig. Malgré les espoirs de ses nombreux amis politiques, les promotions de Wilson sont bloquées.
En août Wilson commande deux divisions d'élite la 63e (Royal Naval) division et la 9e (Scottish) Division. Il résiste aux pressions de Haig pour mener une autre attaque après le 1er septembre. Wilson est conscient que la réussite des attaques françaises sur la Somme est en grande partie due à des tirs d'artillerie plus concentrés, alors que les attaques britanniques à High Wood et à Guillemont à la fin de juillet ont moins bien réussi.
Wilson décide de réaliser un bombardement intense de courte durée plutôt qu'une attaque au gaz. Les hommes de Wilson expérimentent en vain les lance-flammes. Il est mécontent du faible appui aérien mais est impressionné par le dispositif d'artillerie présenté. Comme Haig est convaincu de « casser du Boche dans la Somme » en septembre, le GHQ reporte l'attaque de Wilson en octobre et veut maintenant la conquête de l'ensemble de la crête de Vimy, signifiant une attaque conjointe avec 17e Corps. Certains groupes d'artillerie de Wilson sont déplacés vers la Somme durant cette période. De son côté, Wilson continue de travailler sur la coordination entre l'aviation et l'artillerie. Il rejette la proposition de creuser des tranchées dans No Mans Land considérant qu'elles donneraient des indications sur les positions d'attaques.
En septembre 1916, Lloyd George maintenant secrétaire d'État à la Guerre, visite le front de l'Ouest. Il demande à Wilson après avoir posé les mêmes questions à Foch pourquoi les Britanniques ont des résultats beaucoup plus faibles que les Français sur la Somme. Wilson souligne, dans sa réponse, l'inexpérience de l'armée britannique.
La 63e et la 9e division sont retirées du 4e corps, le 10 octobre 1916 Wilson apprend que son corps d'armée est transféré à la Réserve de l'Armée de Gough. Le 18 octobre 1916, le 4e Corps n'a plus de divisions, Wilson prend deux semaines de congé au Royaume-Uni au début de novembre. Edmonds écrit plus tard que les préparatifs de Wilson ont mis en place les bases de la prise de la crête de Vimy en avril 1917.
Wilson pense que la tentative de percée sur la Somme a « terriblement manqué d'imagination », il aurait préféré une offensive conjointe de la Russie, l'Italie et la Roumanie au printemps 1917 pour prélever 15 ou 20 divisions allemandes, permettant au BEF de « briser complètement la ligne boche ». Wilson est convoqué par Lloyd George le 13 novembre 1916 qui lui demande si la Grande-Bretagne peut espérer vaincre l'Allemagne. Wilson lui indique qu'elle le peut, à condition de donner à Haig assez d'hommes pour lutter contre « deux batailles de la Somme à la fois », mais qu'en fait Haig doit connaître le nombre d'hommes disponibles afin de planifier les campagnes futures en conséquence. Il pense qu'à la fin de 1916 les deux parties peuvent réclamer la victoire mais que l'Allemagne pourrait être amenée à demander la paix en 1917.

#### 1917

##### Mission en Russie
La nomination de Lloyd George au poste de Premier ministre en décembre relance la carrière de Wilson. En janvier 1917, Wilson accompagne Lloyd George à une conférence à Rome Ce dernier a refusé la suggestion de Robertson d'être accompagné par Haig. Malgré la convergence sur de nombreux points entre Wilson et le Premier ministre, Wilson conserve une vision « occidentale » du conflit, il est d'accord avec Robertson pour ne pas envoyer d'artillerie lourde en Italie ou à Salonique.
Lloyd George veut persuader la Russie de faire un maximum d'efforts, une nécessité soulignée lors de la deuxième Conférence Chantilly de décembre 1916. Wilson est envoyé comme Haut Représentant militaire à la place de Robertson qui refuse d'aller en Russie pour la mission britannique en Russie initialement prévue en novembre 1916 et repoussée en janvier 1917. Le but de cette mission est de maintenir les Russes dans le camp allié, leur remonter le moral et noter les équipements dont ils ont besoin pour pouvoir coordonner des attaques. La mission de cinquante personnes est dirigée par Milner et comprend outre Wilson un banquier et deux experts en munitions britanniques, une délégation française dirigée par Castelnau et une délégation italienne.
Le briefing du War Office leur indique que la Russie est proche de la révolution. Wilson rencontre le tsar et le trouve « dépourvu de caractère et de finesse, comme notre propre roi ». Même les hauts fonctionnaires russes parlent ouvertement d'assassiner le tsar ou peut-être la tsarine. Wilson, influencé par les opinions de Knox l'attaché militaire britannique en Russie depuis 1911, est impressionné par les généraux Rouzski et Danilov. Il visite Petrograd, Moscou où il constate des pénuries alimentaires et Riga. Il prédit que les « Boches » ne captureraient jamais cette ville, ils le feront finalement à la fin de 1917. Wilson considère que même si le tsar et de la tsarine sont assassinés (le tsar sera renversé quelques semaines après son départ) la Russie ne fera pas une paix séparée. Son rapport officiel du 3 mars 1917 indique que la Russie restera dans la guerre et qu'elle résoudra son « chaos administratif ». Wilson, comme de nombreux autres observateurs de l'époque dont le jeune Archibald Wavell observateur dans le Caucase, estime que l'avènement de la démocratie en Russie va revigorer son effort de guerre.

##### Chef de mission à l'armée française
Durant la mission de Wilson en Russie, se déclenche l'affaire de Calais. Lloyd George tente d'écarter Haig et proposé à Nivelle, le nouveau commandant en chef des armées françaises, d'exercer le commandement opérationnel des forces britanniques associé à un officier britannique comme Wilson. Ce plan échoue après la menace de démission de Haig et de Robertson. Wilson avoue à Derby qu'il ne s'entend ni avec Haig ni avec Robertson. Il demande à Robertson la direction d'un corps d'armée. Finalement, Hankey négocie un accord aux termes duquel Haig est subordonné à Nivelle seulement pour la durée de l'offensive à venir et que Wilson effectuera un travail de liaison entre les deux généraux en chef et restera sous le commandement de Haig. Haig lui demande d'accepter cet accord « comme une faveur ». Wilson isole Robertson en exigeant et obtenant une demande officielle de Haig, de Nivelle et du Cabinet de guerre. Haig lui énonce clairement ses fonctions. Nivelle vient lui rendre visite dans sa maison de Londres pour le supplier d'accepter. Wilson est nommé chef de la mission britannique à l'armée française le 17 mars 1917. Il est promu au grade de lieutenant-général permanent, promotion que Robertson avait bloquée en novembre 1916. Gough écrit à Stamfordham, un conseiller proche du roi afin que ce dernier soit au courant, pour se plaindre de Wilson. Il considère que Wilson a eu peu d'influence soit comme officier d'état-major en 1914 ou comme commandant de corps, mais qu'il a une grande réputation d'intrigant dans l'armée. Cependant, la nomination de Wilson est saluée par Curzon. Le roi et Esher demandent également à Haig et à Robertson d'accepter l'accord.
Painlevé, le nouveau ministre français de la guerre, a une piètre opinion du plan Nivelle pour percer les lignes allemandes au Chemin des dames. Lors de l'échec de cette offensive, il obtient le limogeage de Nivelle le 26 avril 1917 qui était soutenu par Wilson. Il le remplace par Pétain, favorable à une temporisation avant l'arrivée en nombre des Américains. Wilson est opposé à cette temporisation même si les solutions alternatives sont des attaques brusquées comme celle de Verdun en octobre et décembre 1916 ou des offensives majeures comme dans la Somme mais gérer avec intelligence, cette dernière alternative ayant sa préférence. Wilson est satisfait de la promotion de son ami Foch comme chef d'état-major des armées françaises, mais pas par la promotion de Pétain comme commandant en chef des troupes françaises. Pétain considère Wilson comme un pro-Nivelle, il commence à traiter directement avec Haig, rendant le poste de Wilson inutile.
Robertson suggère encore une fois de donner un poste de commandant de corps d'armée à Wilson, mais Foch considère que Wilson pourrait être plus utile à d'autres fonctions. Dans son journal, Haig indique que Painlevé a informé Lloyd George que Wilson était persona non grata avec le gouvernement français. Wilson retourne alors à Londres pour sonder ses soutiens sur sa démission et personne ne tente de l'en dissuader. Lors de sa présence à Londres, il est sollicité par Lloyd George pour apporter au Cabinet de guerre des conseils pour permettre à la Grande-Bretagne, de façons diplomatiques ou militaires, de contraindre la Turquie ou la Bulgarie à arrêter la guerre. De retour en France, Wilson refuse l'offre de Haig de commander le XIIIe Corps d'armée. Il parcourt l'ensemble de la ligne de front français et considère qu'une révolution pourrait être possible en France. Wilson a une réunion avec Haig, auréolé des succès récents à Messines, il juge pertinent le plan de Haig pour une offensive majeure en Flandre mais l'avertit de ne pas poursuivre l'offensive quand la boue fera son apparition.

##### Entrée possible en politique
Wilson envisage d'entrer au Parlement. En 1916, le président du Parti conservateur Arthur Steel-Maitland lui offre l'investiture pour un siège de député. Esher et Duncannon proposent la formation d'un nouveau parti « National », formé de 20 à 30 députés comprenant David Davies, présent lors de la mission en Russie. La politique du nouveau parti serait notamment la poursuite vigoureuse de la guerre, Wilson a toujours souhaité que la conscription se déroule aussi en Irlande, mais aussi l'isolement de la Turquie et de la Bulgarie pour leur faire signer des paix séparées. Wilson s'inquiète pour ses revenus après sa carrière militaire. Il ne dispose que d'un revenu de 300 £ par an auquel s'ajoute sa demi-solde annuelle de 600 £ ou 450 £ après impôts dans le même temps sa maison à Eaton square lui coûte 1 500 £ à l'année. Son frère Jemmy lui propose un siège de député dans la province d'Ulster en Irlande pensant que l'entrée en politique de Wilson pourrait gêner Robertson qui avait indiqué à Wilson qu'il n'avait plus de poste pour lui dans l'armée britannique. Mais le chef unioniste Carson pense que Wilson aurait plus d'impact s'il briguait un siège en Angleterre. Bonar Law désapprouve l'idée de Wilson de devenir député, il considère que ce dernier a un rôle à jouer en rejoignant le Comité de la politique de guerre, comme JC Smuts. Wilson ne souhaite pas succéder à Sarrail comme commandant en chef à Salonique, comme le suggère Milner. Durant cette période, Éamon de Valera du Sinn Fein remporte l'élection à East Clare, causée par la mort de Willie Redmond. Lors d'une visite de Wilson à Currygrane, sa première en huit ans, tout le monde lui parle, juges, propriétaires fonciers, agents de police et les Irlandais natifs et convient de la nécessité de la conscription.
Brock Millman considère que la menace de Wilson de se présenter au Parlement est un chantage pour obtenir un emploi militaire auprès de Lloyd George. Keith Jeffery rejette quant à lui cet argument considérant que Wilson ne représente plus de menace comme député alors que comme conseiller militaire il reste un rival utile de Robertson, que Lloyd George songe à remplacer par Wilson à partir de juillet 1917, selon French.

##### Eastern Command
Wilson est nommé le 1er septembre 1917 à la tête de l'Eastern Command (en), dont le siège est situé à Londres à 50 Pall Mall. Ce poste lui permet de travailler en étroite collaboration avec le Premier ministre David Lloyd George.
Au cours de la troisième bataille d'Ypres, acceptée par le Cabinet de guerre sous condition qu'elle ne dégénère pas en une succession de combats sanglants comme la Somme, French, le 14 août 1917 dit à Riddell ; le directeur général des News of the World, susceptible de transmettre les vues de French à Lloyd George ; que les talents de Wilson sont gaspillés et que le gouvernement n'a pas sollicité « les points de vue de nos soldats de premier plan ». Wilson trouve « ridicule et inapplicable » la suggestion de Lloyd George de soumettre tous les plans de Robertson à un comité formé de French, Wilson et un dernier militaire à déterminer. Au cours du déjeuner du 23 août 1917 avec French et Lloyd George, Wilson suggère la création d'un organisme interallié formé des trois premiers ministres et de trois soldats à la tête de tous les états-majors nationaux. Lloyd George considère que Wilson devrait être le membre de l'armée britannique et lui demande présenter cet organisme au reste du cabinet de guerre. Wilson suggère de profiter de l'automne et de l'hiver pour accentuer les succès récents obtenus en Palestine et en Mésopotamie, sans interférer avec offensives du front Ouest prévue à partir du printemps 1918.
Le 11 octobre 1917, le Cabinet de guerre invite Wilson et French à lui soumettre des avis écrits formels mettant sur la sellette la position de Robertson. La veille au cours du diner avec Wilson et French, Lloyd George critique Robertson et considère le compte-rendu de Haig du 8 octobre 1917 comme absurde. Wilson consulte MacDonogh. Ce dernier, directeur du renseignement militaire au War Office, considère que les chances de briser l'armée allemande cette année sont faibles, mais que « le moral du peuple allemand » peut être brisé en un an. L'adjudant-général Macready avertit que l'armée britannique sera confrontée à un déficit de 300 000 hommes. Wilson pense que l'hypothèse de Haig sur la capacité offensive de la Russie très optimiste, il considère comme nécessaire de relancer les offensives d'hiver contre la Turquie et la Bulgarie. Wilson affirme qu'il est un « Occidental » c'est-à-dire qu'il est par principe favorable à un règlement du conflit par une action sur le front occidental, mais il précise qu'il est « inutile de lancer une attaque décisive au moment décisif à l'endroit décisif si les chiffres décisifs n'existent pas, l'heure décisive n'a pas encore sonné et si l'endroit décisif est mal choisi ». Winston Churchill écrit plus tard « Avec Sir Henry Wilson, le Cabinet de guerre possède pour la première fois un expert-conseil d'une intelligence rare qui peut expliquer lucidement et avec force toutes les situations et justifier les raisons de l'adoption ou du rejet de certaines opérations ».
Le 20 octobre 1917, Wilson remet des copies de son avis et de l'avis de French concernant la conduite de la guerre à Hankey. le 24 octobre 1917, il déjeune avec Derby, qui l'avertit qu'il n'a pas encore envoyé les documents trouvant celui de French « trop personnel » et le sien « trop péremptoire ». À la demande du Premier ministre, Wilson modère les critiques de French sur Robertson. Le 26 octobre 1917, les documents sont envoyés à Robertson alors que la nouvelle d'une catastrophe sur le front italien tombe. Wilson craint d'ailleurs que les suites de la bataille de Caporetto conduisent à la révolution en Italie.

##### Conseil Supérieur de Guerre
Lloyd George indique à Wilson qu'il serait le représentant militaire britannique au Conseil Supérieur de la Guerre (CSG) et malgré des différends politiques il le reconnait « comme un homme et un soldat » et que l'avenir de la guerre reposait désormais sur ses épaules. Milner lui dit la même chose, Hankey écrit également à Lloyd George que Wilson est particulièrement qualifié pour le poste notamment grâce à ses nombreuses relations dans l'armée française et à son amitié avec Foch. Lloyd George, accompagné par Wilson, Smuts et Hankey, participe à la Conférence Rapallo qui créée le CSG le 7 novembre 1917. À son arrivée le 5 novembre 1917, Wilson rencontre Robertson arrivé plusieurs jours avant pour superviser le transfert de renforts britanniques en Italie. Au cours de cet entretien, Robertson déclare qu'il n'aurait pas fait les choses différemment au cours des deux dernières années. Wilson remarque que « depuis qu'il est CIGS nous avons perdu la Roumanie, la Russie et l'Italie et nous avons gagné Bullecourt, Messines et Passchendaele ».
Wilson inspecte le front italien, de peur de la capture de Venise, il ordonne au nom de la CSG au nouveau commandant italien Diaz de construire de nouvelles positions défensives sur le fleuve Brenta qui finalement ne seront pas utilisées le front se maintenant sur la Piave.
Lloyd George convainc le Cabinet de guerre que, bien que Wilson soit soumis à l'autorité du Conseil de l'Armée il reste « libre » dans ses appréciations et ses avis. Wilson précise à Robertson qu'il n'y aura pas « de dualité de conseils » car il ne parle qu'au nom du CSG. Lloyd George demande à Wilson qu'il lui envoie directement ses rapports sans les envoyer à Robertson. Après la première réunion du CSG à l'hôtel Trianon à Versailles, Lloyd George, Milner et Wilson discutent dans le train de Derby et des obstructions de Robertson. Wilson devine que Foch deviendra généralissime. Clemenceau prend le pouvoir le 1er décembre 1917 il charge les représentants militaires des perspectives pour la campagne 1918 et de préciser si la défaite allemande pourrait être provoquée plus rapidement par des attaques contre ses alliés.
À cette période, Allenby remporte de nombreux succès militaires conduisant à la chute de Jérusalem le 9 décembre 1917. Ces victoires démontrent les succès d'attaques au Moyen-Orient, par rapport aux offensives de Haig à Ypres et à Cambrai en novembre 1917. le 16 décembre 1917, la Russie finit par s'effondrer et signe l'armistice de Brest-Litovsk, dans le même temps seules une poignée de divisions américaines sont disponibles sur le front ouest. Avec le recul, il est clair que le renforcement de l'engagement en Palestine au cours de l'hiver 1917 1918 aurait conduit à d'excellents résultats. Cependant le succès des offensives allemandes du printemps 1918 démontre que le front occidental n'est pas aussi sûr que Wilson le croit.
En décembre 1917, Wilson est promu général à titre temporaire. Les officiers militaires, poussés par Wilson, commencent leur travail le 13 décembre 1917. Ils recommandent une défense coordonnée et la présence de réserves de la mer du Nord jusqu'à la mer Adriatique. ils proposent également la réorganisation de l'armée belge et la préparation d'études d'opération sur les fronts italiens et de Salonique. Wilson travaille même le jour de Noël. Il crée trois sections principales : la « Section des Opérations alliées », la « Section des Opérations ennemies » et la « section Ressources et main-d'œuvre », cette dernière selon les conseils de Frederick Sykes s'occupe de tous les belligérants et inclus les informations sur la puissance aérienne. Il existe également une sous-section « politique » dirigée par Leo Amery. Rawlinson est impressionné par la qualité du personnel de Wilson quant à Archibald Wavell il trouve que l'atmosphère au sein de ce groupe est trop pessimiste. Au cours du mois de décembre, Wilson défend Haig face à Clemenceau et Foch, qui lui préfère respectivement Allenby et Plumer. Il indique à Clemenceau que Haig est l'homme idéal pour les « mauvais moments » à venir mais continue à critiquer Robertson.
Wilson pratique le wargame avec son équipe, une partie de celui-ci joue le rôle de l'Allemagne. Les résultats de ces parties réalisées parfois devant des visiteurs sont à l'origine de la note 12. Dans cette note, il est recommandé d'étendre la ligne de front britannique devrait être étendu à la rivière Ailette et la route reliant Soissons à Laon. Haig reçoit défavorablement les résultats de cette note le 11 janvier 1918. Beaucoup de prédictions de Wilson sur le moment et le lieu de l'offensive allemande se sont finalement révélées fausses. La note 12 du CSG constate qu'à moins d'événements improbable comme l'effondrement interne des puissances centrales ou la renaissance de la Russie, aucun des deux camps ne pourra remporter une victoire décisive sur le front occidental en 1918. Il est cependant indiqué que des résultats décisifs pourront être exercés contre la Turquie même si aucune troupe supplémentaire ne sera envoyée selon les souhaits français. Ces résultats entraineraient le détournement des troupes allemandes et le développement de sentiments pro-alliés en Roumanie et en Russie méridionale. Haig pense que « Wilson joue la mélodie composée par Lloyd George ». Les remarques de la note 12 puis la note 14 proposant la formation d'une réserve générale sont discutées lors de la deuxième session complète du CSG du 30 janvier 1918 au 2 février 1918. Conformément au souhait de Lloyd George, un Conseil d'administration est mis en place pour contrôler la réserve générale, sous la direction de Foch avec Wilson comme adjoint. Robertson demande à siéger au conseil, mais cette demande est rejetée. Wilson pour la première fois le 2 février 1918 écrit explicitement dans son journal sur « son duel avec Robertson » et considère que Robertson pourrait démissionner après sa « défaite totale ».
D'après son journal, Wilson ne semble pas favorable à la suggestion qu'il devienne CIGS. Quand il apprend par Milner qu'il pourrait prendre le poste de Robertson, il indique préférer garder le poste à Versailles qu'il s'est créé avec davantage de pouvoirs avec Robertson réduit « de la position d'un maître à celle d'un serviteur ». Milner indique à Wilson le 10 février 1918 que Lloyd George souhaite envoyer Robertson à Versailles. Ironie du sort, si Wilson devient CIGS, il veut que Robertson ou toute autre personne le remplaçant à Versailles ne rende compte qu'à lui-même. Lors des rumeurs de la chute du gouvernement, Rawlinson écrit à HA Gwynne le 14 février 1918 que la meilleure solution est de nommer Robertson à Versailles et Wilson comme CIGS avec des pouvoirs amoindris à Londres « où il ne sera pas capable de faire beaucoup mal - surtout si Asquith remplace Lloyd George comme Premier Ministre ».

#### CICS: 1918

##### CIGS: offensives allemandes de mars
Le 19 février 1918, Wilson est nommé Chief of the Imperial General Staff « CIGS », après la démission de Robertson. Il devient le conseiller militaire principal de Lloyd George durant la dernière année de la Première Guerre mondiale. Comme CIGS, il est membre du Conseil de l'Armée,,,,,,,,,,. Une de ses premières actions est de pratiquement tripler la taille du régiment du Royal Tank de 18 000 à 46 000 hommes.
Foch est heureux de la nomination de Wilson au poste de CIGS. Haig note dans son journal le 25 février 1918 que Wilson n'est plus aussi efficace face à l'état-major de Rawlinson son successeur à Versailles. Rawlinson soutient le refus de Haig de libérer des divisions pour la Réserve générale. Pétain de son côté ne libère que 8 divisions françaises pour la Réserve générale, il conclut un accord bilatéral avec Haig de soutien mutuel. Wilson proteste auprès de Lloyd George, qui déclare que l'attitude de Haig est « une attitude à court terme, particulièrement stupide, mais qu'il n'est pas possible de contraindre Haig en ce moment » à changer son point de vue. Wilson doit défendre la position de Haig au Cabinet de guerre le 6 mars 1918 et blâme Clemenceau et Pétain qui détestent tous deux Foch. Il écrit dans son journal que le gouvernement britannique n'a guère le choix et doit soutenir Haig, même si le choix est « mauvais comme je le crois ». Lors d'une réunion du CSG à Londres les 14 et 15 mars, Foch accepte de repousser la création de la Réserve générale Alliée.
Au début avril à la Chambre des communes, Lloyd George prétend au cours de campagne de presse visant le retour de Robertson comme CIGS que Wilson a prédit exactement quand et où l'offensive allemande aurait lieu. Le 21 mars 1918, jour du début de l'offensive allemande Michael, Wilson indique que l'attaque « ne pourrait se développer que dans un grand raid ou il s'agit d'une démonstration » et porte l'attention du cabinet de guerre sur la menace allemande en Asie. Au premier jour de l'offensive, les Allemands capturent autant de territoire que les Britanniques en ont capturé lors des 140 jours de la bataille de la Somme en 1916.
Le 23 mars 1918, Kirke (en) le directeur adjoint des opérations au quartier général britannique, se rend à Londres pour annoncer une progression allemande de 22,5 km la capture de 600 canons. Wilson écrit que le 23 mars est « une journée stressante ». Le Cabinet de guerre discute d'une retraite sur les ports de la Manche et décide d'envoyer 50 000 hommes de 18 ½ - 19 ans avec un contingent de 82 000 hommes de la Grande-Bretagne et 88 000 hommes de retour de permission. Une division britannique est rappelée d'Italie, Allenby doit être prêt à envoyer une division en renfort. Lord Reading, l'ambassadeur britannique à Washington, est chargé d'exhorter le président Wilson d'envoyer plus rapidement des renforts américains.
Le 24 mars 1918, dans le journal de Wilson il est indiqué que Lloyd George lui téléphone à 17h pour lui demander de venir à Londres. Il reçoit également un appel téléphonique de Foch lors de l'échange Foch « demande ce que je pensais de la situation », « nous sommes du même avis : que quelqu'un doit prendre la direction des opérations ou nous serons battus ». Wilson a ensuite une rencontre avec Lloyd George à Downing Street où ils discutent « des mesures tout à fait inadaptées prises par Haig et Pétain », avant de recevoir un message de soirée Haig lui demandant de venir en France. Il n'existe aucune preuve confirmant les propos d'Haig tenus plus tard qui, au retour d'une réunion minuit avec Pétain à 3h du matin le 25 mars, aurait télégraphié à Wilson et Milner pour leur demander de venir en France pour assurer la nomination de « Foch ou un autre général déterminé qui serait combattre », comme généralissime allié. Wilson atteint GHQ à Montreuil à 11h30 le 25 mars, après avoir quitté Londres par train spécial à 6h50 et traversé la Manche sur un destroyer. Il reproche à Haig son blocage avec Pétain de la création de la Réserve générale alliée, en fait Pétain a envoyé une douzaine de divisions mais il n'est pas certain que le CSG ait pu agir plus vite. Travers a fait valoir que le véritable motif de la visite de Wilson en France est de disposer d'une journée de réflexion sur la retraite des troupes britanniques vers les ports de la Manche, mais ce point de vue n'est pas accepté par d'autres chercheurs.
Wilson est présent à la conférence de Doullens à laquelle Foch est nommé généralissime allié. Il rapporte le 27 mars 1918 que la 5e armée de Gough ne peut « plus être considérée comme une unité combattante ». Il participe à la conférence de Beauvais le 3 avril 1918 qui accroît les pouvoirs de Foch.

##### CIGS: batailles du printemps
Wilson pense que la conscription irlandaise permettrait d'apporter 150 000 hommes supplémentaires, ainsi que d'aider à rassembler les mécontents politiques. Jusqu'en janvier Lloyd George était opposé à la conscription irlandaise craignant qu'elle entraînerait des troubles en Irlande et affaiblirait la position du parti de John Redmond, inquiétude partagée par l'administration de Dublin et aurait des effets sur l'opinion irlandaise, australienne et irlando-américaine. Au cours de l'offensive allemande « Michael », Lloyd George change d'avis et avec le soutien de Milner, mais avec des réserves de la police royale irlandaise (RIC), annonce au Cabinet de guerre 25 mars 1918 que la conscription devrait être étendue à l'Irlande, en partie pour apaiser les syndicats sur l'extension de la conscription aux ouvriers de l'industrie de guerre britannique. Quand Lloyd George annonce la mesure à la Chambre des communes le 9 avril 1918, il annonce également que le Home Rule doit être introduit en Irlande, bien que Wilson soit convaincu que les nationalistes du Sud ne serait jamais l'accepter si l'Ulster a donné les « garanties » promises par Lloyd George. La Conscription irlandaise n'est pas en œuvre, mais la menace galvanise la politique irlandaise et conduit à la victoire du Sinn Fein, en décembre 1918.
Au début d'avril le Cabinet de guerre se réunit pour discuter, selon les termes de Hankey, de « l'opportunité de se débarrasser de Haig », qui avait récemment offert sa démission. Hankey note que tous les membres sont à « contre Haig à l'unanimité ». Wilson considère qu'il n'y a pas de successeur évident à Haig. Dans son propre journal Wilson prétend plus tard le 11 mai 1918 avoir insisté pour que Haig soit licencié et l'annonce à Haig le 20 mai 1918. Haig et Wilson arrivent finalement à établir une relation basée sur une méfiance respectueuse. Lloyd George se plaint des deux hommes en affirmant que bien que l'un soit écossais et l'autre irlandais, mais que les deux restent des whiskies.
Le 10 avril 1918 Wilson informe Foch de la nécessité de garder le contact avec le flanc droit britannique si le BEF est obligé de se retirer sur les ports de la Manche. À la fin avril, l'Amirauté britannique assure que les ports de Calais et de Boulogne peuvent être abandonnés si nécessaire. Wilson accepte alors le 2 mai 1918 que les Britanniques se replient au sud-ouest en cas de nouvelles attaques, mais cette décision n'a été mise en œuvre. Comme de nombreux dirigeants britanniques Wilson est rapidement désabusé par Foch. En mai 1918, il se plaint que les Français désirent prendre le contrôle de l'armée britannique, des bases, des aliments, de la marine marchande, de l'Italie et Salonique.
Wilson, avec Milner et Hankey (Leo Amery le remplaçant parfois), font partie du comité X, qui se réunit avec Lloyd George avant les réunions du Cabinet de guerre. Les deux tiers de ces réunions particulières se déroulent durant la période de crise entre mai et juillet 1918, mois de l'arrêt des offensives allemandes. Au début du mois de juin, après la troisième bataille de l'Aisne, même Wilson craint une défaite française. Wilson se rend en France quatre fois, en voyant Foch et Haig à chaque fois et Clemenceau à trois réunions.

##### CIGS: victoire alliée
Wilson est promu général complet le 3 juin 1918.
Wilson se rend en Italie à la fin de juin 1918. Il présente ensuite un long document au Cabinet de guerre en juillet, en recommandant que les Alliés tiennent le front en ne réalisant que des offensives limitées pour la seconde moitié de 1918. Il indique également que les futures offensives devraient être davantage fournies en artillerie, chars, avions et des mitrailleuses. Wilson est convaincu que la guerre se gagnera à l'ouest, provoquant l'irritation de Lloyd George qui le traite le 30 juillet 1918 de « Wully Redivivus » (de Robertson ressuscité). Dans ses Mémoires de guerre (p. 1857–66) Lloyd George est très critique envers Wilson pour avoir demandé les avis de Haig et Pétain pour la rédaction de ce document et pour ne pas avoir prévu les victoires alliées de l'automne 1918. En réalité, ni Lloyd George ni la plupart des personnes n'ont pu les prédire à cette période. Wilson a considéré comme peu probable l'effondrement interne qui finalement vainc les puissances centrales à la fin de 1918. Wilson souhaite également renforcer les troupes au Proche-Orient en quantité insuffisante pour Amery. Il craint en effet que l'Allemagne et la Turquie puissent améliorer leurs positions territoriales dans une guerre future du fait de l'effondrement de la Russie. Haig écrit sur ce paragraphe dans sa copie du document « des mots, des mots, des mots » et « déchets théoriques ».
Lorsque les forces britanniques commencent à atteindre la ligne Hindenburg, Wilson envoie à Haig un télégramme soi-disant « personnel » le 31 août 1918 pour l'informer qu'il doit éviter les pertes inutiles dans l'assaut de ces fortifications (suggérant qu'il pourrait être démis si les pertes étaient trop importantes). Plus tard, Wilson affirmera que le gouvernement voulait maintenir des troupes au Royaume-Uni en raison de la grève de la police.
Haig considère que la guerre doit être gagnée en 1918, au plus tard au printemps 1919. Il demande alors que tous les hommes valides disponibles présents dans les transports, dans la production de munitions ou même à la Royal Navy soient envoyés au front, même au prix d'une réduction de la production des munitions. Milner répond à Haig que la main-d'œuvre ne serait plus disponible pour 1919 si elle est gaspillée avant. Milner dit Wilson le 23 septembre 1918 que Haig est « ridiculement optimiste », pourrait « se lancer dans une autre Paschendal (sic) » et qu'il « a des doutes sérieux sur l'intelligence de Douglas Haig ». Wilson considère que le Cabinet de guerre devra réfléchir au remplacement possible de Haig. Wilson est nommé chevalier grand-croix de l'ordre du Bain le 17 décembre 1918.

### CIGS: après-guerre

#### Démobilisation et coupes budgétaires
En janvier 1919, des émeutes éclatent à Folkestone et à Douvres où 10 000 et 2 000 soldats refusent de retourner à l'étranger. Il est noté la présence de manifestations dans les camps militaires à l'étranger. Ces émeutes et ces manifestations préoccupent le gouvernement car les révolutions en Russie et en Allemagne ont été dirigées par des soldats mutins. Wilson, conscient que la paix n'est pas encore signée, reproche à Lloyd George sa promesse de démobilisation rapide lors de la campagne 1918 pour les élections générales. Il estime que 350 000  à   500 000 hommes sont nécessaires pour les tâches maintien de la paix, il est pour la poursuite de la conscription, malgré les pressions de la presse, par exemple du Daily Herald qui souhaite sa fin. Churchill, l'actuel Secrétaire guerre, remplace le système existant pour la démobilisation des hommes ayant un emploi pour un nouveau système de « premier entré, premier sorti », il met en place un service étendu pour les conscrits les plus récents jusqu'à avril 1920 où les soldats actuels pourraient être démobilisés.
La taille de l'armée diminue, passant de 3,8 millions d'hommes en novembre 1918 à 2 millions au début de 1919, puis à 890 000 en novembre 1919 et finalement 430 000 en novembre 1920. Lloyd George veut dépenser plus d'argent sur des programmes nationaux, il se demande comment convaincre un électorat qui a récemment triplé de taille que les dépenses de défense sont nécessaires. Il lance un examen sur la défense de l'été 1919, après la signature de la paix. Il veut savoir pourquoi en absence d'ennemi beaucoup plus d'hommes sont nécessaires qu'en 1914 lorsque l'armée avait un effectif de 255 000 hommes. En 1919-20, les dépenses de défense s'élèvent à 766 millions £, elles sont progressivement réduites à 135 millions £ puis à 75 millions £ répartis entre l'armée et la force aérienne. Wilson soutient la règle des dix ans formulée durant cette période.

#### Traité de Versailles

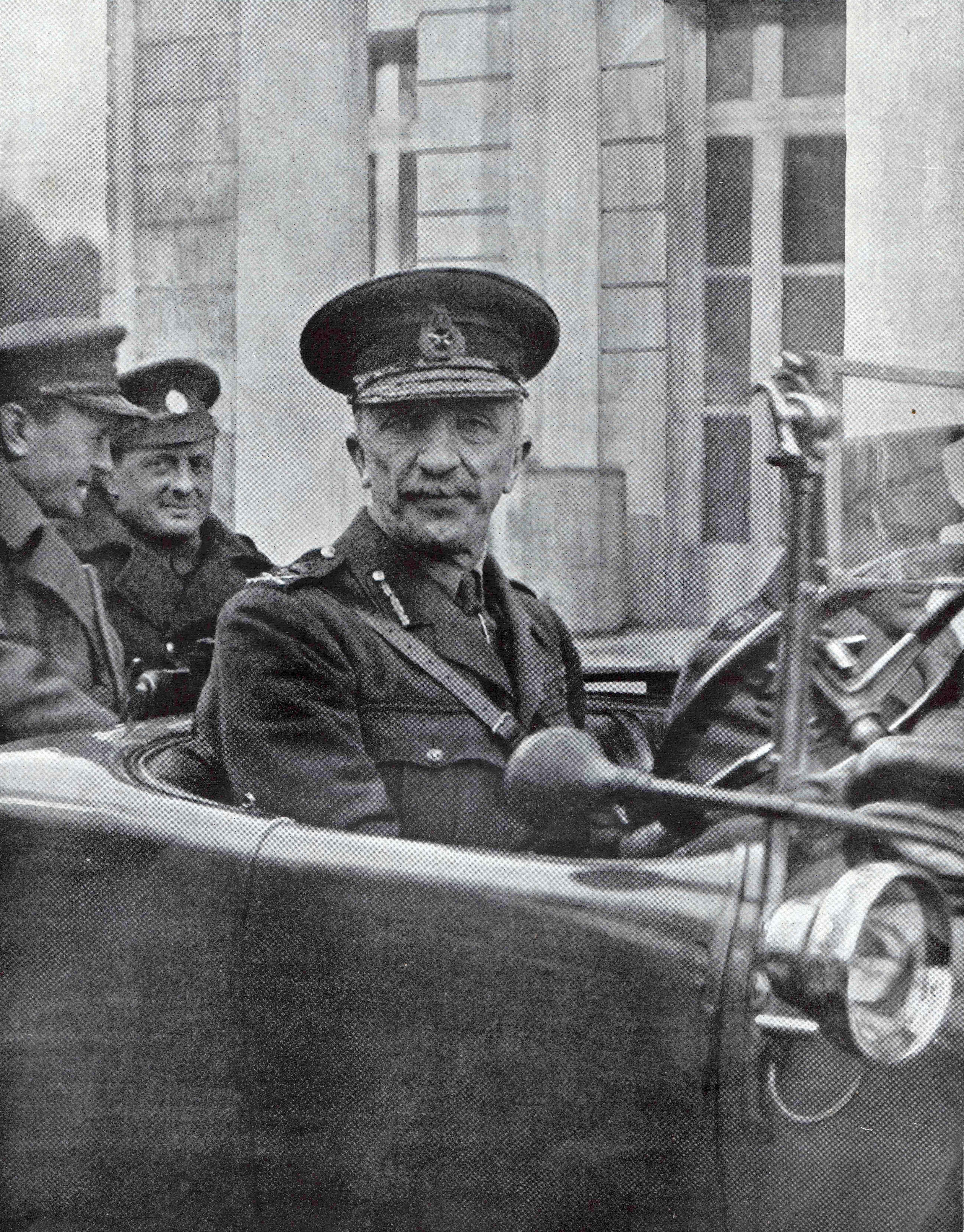

Wilson profite de ses relations cordiales avec Lloyd George, il dépense l'équivalent de quatre mois à Versailles que la Grande-Bretagne conseiller militaire en chef à la conférence de paix de Paris. Son personnel comprend Richard Meinertzhagen, James Marshall-Cornwall qui travaille dans les services secrets, l'historien Major Charles Webster en tant que secrétaire, le duc de Devonshire le fils de Lord Hartington (un homme politique conservateur, comme son père) et le fils du Premier ministre Gwilym Lloyd George.
Wilson indique que la Reichswehr allemande devrait être composée de volontaires plutôt que formée de conscrits, option qui a la préférence française. Pour lui, l'occupation française de la Rhénanie doit être temporaire plutôt que permanente. Hankey est impressionné par les conseils de Wilson qui considère que les conditions financières pourraient conduire l'Allemagne au bolchevisme et entraîner son alliance avec la Russie et le Japon. Wilson répète sa présentation devant le Premier ministre lors d'un week-end spécial à Fontainebleau en mars 1919, il est sceptique sur l'efficacité de la Société des Nations et exhorte une forte alliance anglo-française, peut-être même accompagnée de la construction d'un tunnel sous la Manche. Ces propositions ont été rédigées dans le Mémorandum de Fontainebleau qui décrit les conditions de paix préférées de Lloyd George.
Wilson indique que la force de 39 divisions de Foch est suffisante pour occuper l'Allemagne si elle refuse de signer le traité de paix. Il est contre une occupation prolongée de la Rhénanie, il est préoccupé par la guerre sporadique entre les petits pays nouvellement indépendants d'Europe de l'Est. Clemenceau accepte finalement de signer le traité de Versailles en juin 1919, à condition que la Grande-Bretagne défende la France en cas d'agression allemande non provoquée, le président Woodrow Wilson fait de même, mais les États-Unis ne ratifient pas cette convention.

#### Promotion et honneurs
En juin 1919 Wilson accepte de promotion (31 juillet officielle) de field marshal (Churchill lui avait offert un choix de promotion ou d'une pairie). Lors d'un dîner de 200 députés en son honneur Lloyd George déclare que Wilson a gagné sa promotion pour son rôle dans la préparation de la guerre, pour son travail dans les relations anglo-françaises et pour son travail dans la mise en place d'un commandement unifié des Alliés à la fin de la guerre. À 55 ans, il devient le plus jeune field marshal non-royal depuis Wellington (en 1944, Harold Alexander a depuis été plus jeune).

Il est fait baronnet. Il est promu grand officier de l'ordre de Léopold et a reçu la croix de guerre belge. Il reçoit l'ordre chinois de Chia-Ho (ordre de l'Épi d'or), 1re classe « Ta-Shou Pao-Kuang », la médaille du service distingué américaine, l'ordre siamois de l'Éléphant blanc de 1re classe, le grand-cordon de l'ordre japonais du Soleil levant (plus tard « avec des fleurs de Paulownia »),, la grand-croix de l'ordre du Sauveur et il est également promu grand-croix de la Légion d'honneur.
Wilson reçoit une subvention de 10 000 £ alors que son salaire de field-maréchal est de 3 600 £ par an. Il a toujours des problèmes d'argent. Au cours de l'été 1920, il laisse échapper brièvement sa maison d'Eaton Square. Sa succession à sa mort laisse 10 678 £ comprenant son yacht valant près de 2 000 £. Au cours des prochaines années, il reçoit des doctorats honorifiques de Oxford, de Cambridge, du Trinity College de Dublin et de l'université Queens de Belfast. Quand il a reçoit sa GCB qu'il adopte un blason formé d'un soldat de la brigade de fusiliers et d'une figure féminine représentant l'Ulster.

#### Troubles sociaux
La grève de la police de Londres en août 1918 est le début d'une vague de conflits sociaux au Royaume-Uni. Wilson approuve le déploiement de troupes pour briser la grève de septembre 1918, il regrette les concessions accordées aux cheminots en grève en décembre 1918.
Lors d'une nouvelle grève des cheminots en septembre 1919, Wilson devient préoccuper par les troupes à sa disposition. Il ne peut disposer que de 40 000 fantassins dont 12 000 sont des appelés. Parmi les soldats professionnels même les sous-officiers sont jeunes et inexpérimentés. Un rapport de police avertit que pour la première fois dans l'histoire britannique les émeutiers, pour beaucoup d'anciens soldats, sont mieux formés que les forces du maintien de l'ordre. Wilson, soutenu par Churchill et Walter Long, le Premier Lord de l'Amirauté, souhaite une action militaire, mais Lloyd George, Bonar Law et Hankey s'y opposent. Au début de 1920, Wilson dresse des plans pour protéger Londres en utilisant 18 bataillons dont 10 sont des bataillons de la Garde, ils cantonnent les troupes près de la mer afin de pouvoir les déplacer par la Royal Navy plutôt que par chemin de fer. En septembre 1920, une grève nationale de charbon; appelée « Triple Alliance » semble imminente, avec une participation possibles des cheminots et des travailleurs des transports. Ces grêves associées aux troubles générés par les chômeurs ex-militaires coïncide avec la rébellion en Mésopotamie et en Égypte. Des chars sont déployés à Worcester, à York, à Aldershot et en Écosse.
Wilson est particulièrement soucieux au début de 1921, il doit avec seulement 10 bataillons de la garde et 18 bataillons de ligne dont 8 d'irlandais au Royaume-Uni répondre à une nouvelle menace de grève de la Triple Alliance. Quatre bataillons sont envoyés de la région du Rhin vers la Haute-Silésie pour surveiller le plébiscite, Wilson demande à Lloyd George, s'il préfère être « le premier ministre de l'Angleterre ou de la Silésie ». Le Conseil des ministres accepte finalement que Wilson rapatrie des bataillons de Silésie, de Malte et d'Égypte, mobilise des marins et une forte de 80 000 paramilitaires « Force de défense ». Finalement, seuls les mineurs font grève sans le soutien des autres syndicats, leur répression met un terme à l'agitation ouvrière.

#### Engagement militaire dans le Monde
Wilson souhaite concentrer les troupes en Grande-Bretagne, en Irlande, en Inde et en Égypte. Il désire arrêter les engagements inutiles sur le Rhin, en Mésopotamie, en Perse et en Palestine. Il écrit plus tard le 11 août 1921 qu'interférer dans d'autres pays pour établir « la paix » est « comme la sodomie : une fois que vous prenez à lui, vous ne pouvez pas arrêter ». Toutefois, Keith Jeffery fait valoir que Wilson n'a pas réussi à se rendre compte qu'accepter l'autonomie de l'Irlande et l'Égypte est nécessaire.
Wilson est favorable à une participation limitée dans la guerre civile russe, il organise le déploiement temporaire de troupes à Mourmansk et à Arkhangelsk. Cependant, il considère comme Lloyd George que le désir de Churchill à mener activement la guerre à la Russie bolchevique est imprudent et irréaliste. Wilson Churchill a dit qu'il est fatigué « des enfants en soins infirmiers en permanence (les armées blanches) qui refusent résolument de grandir ». Rawlinson est envoyé en août 1919 pour superviser le retrait britannique.
Une division britannique complète occupe Batoumi pour superviser le retrait allemand et turc. Wilson pense que le Caucase « d'un frelon (sic) nid ». Il écrit une note distribuée à Churchill et aux membres du Cabinet le 3 mai 1919 demandant la retraite des parties non-vitales du monde. À la fin d'août 1919, les Britanniques se retirent de Bakou. En février 1920, Wilson convainc le Cabinet de retirer les 3 derniers bataillons de Batoumi, mais Curzon le secrétaire au Foreign Office annule la décision à son retour de vacances. Wilson donne la permission au commandant local de se retirer si nécessaire, malgré la fureur de Curzon qui considère que Wilson a fait un « abus d'autorité ». Après qu'une garnison britannique à Enzeli sur la côte persane de la mer Caspienne ait été faite prisonnière par les forces bolcheviques le 19 mai 1920, Lloyd George insiste finalement pour abandonner Batoumi au début de juin 1920. Churchill et Wilson s'opposent aux aspirations de Curzon pour une présence permanente britannique en Perse, la baisse des crédits militaires oblige le retrait britannique au printemps de 1921.
En février 1920, l'état-major de Wilson Staff souhaite réduire le nombre de troupes en Mésopotamie (Irak moderne), en dépit de la perte de prestige. L'état-major considère que l'occupation de la totalité du pays n'est pas nécessaire pour la protection des champs pétrolifères du sud persans. En mai 1920, Wilson présente un document commun avec Churchill et Trenchard le chef de l'armée de l'air pour se plaindre du coût du maintien dans cette zone de 10 000 Britanniques et de 50 000 soldats indiens. Quand la révolte éclate en Mésopotamie, Wilson demande le 15 juillet 1920 aux troupes de se retirer de Perse et ne souhaite pas envoyer des renforts, il veut garder les troupes pour l'Irlande et le Royaume-Uni. Lloyd George lui indique que Curzon « ne le supporterait pas ».
En octobre 1920, le commandant local britannique Sir Aylmer Haldane (en) réussit à rétablir l'ordre. Le 10 décembre 1920 Wilson est de l'avis du directeur des opérations militaires quand il considère que « nous avons couru les choses trop fines et qu'un grand désastre a été évité de justesse ». Wilson a un avis cinglant sur ce qu'il appelle « l'air chaud, les Avions et les Arabes » le plan Trenchard qui propose une défense aérienne soutenue par des troupes arabes, qui est annoncé par Churchill lors de la conférence du Caire en juillet 1921. Il est heureux d'apprendre la réduction de l'engagement militaire. Il écrit à Rawlinson que quand les ennuis arrivent, Churchill « saute dans un avion et s'envole, pour s'associer aux indigènes pauvres assez stupides pour nous appuyer ».
Wilson et son état-major ne sont pas d'accord avec la volonté de Lloyd George de maintenir une force d'occupation en Turquie et son soutien aux ambitions territoriales grecques en Asie Mineure lié au traité de Sèvres en 1920. Wilson indique que le conflit anglo-turc contrarie « le monde musulman » et que la Grande-Bretagne devrait plutôt « faire l'amour » en Turquie. En juin 1921, Wilson déclare au Cabinet que les problèmes en Turquie et en Irlande sont semblables, la Grande-Bretagne a le choix de« frapper ou de sortir » de ces deux pays. Après la mort de Wilson, la puissance turque est reconstituée par Kemal. Il déclenche la crise de Chanak qui entraîne la chute de Lloyd George. La paix n'est signée avec la Turquie qu'en 1923 avec le traité de Lausanne.
Wilson rencontre Chaim Weizmann et prend une position pro-sioniste. Il estime, en mai 1919, que les Juifs peuvent surveiller la zone de la Grande-Bretagne. Wilson souhaite retirer du mandat britannique la Palestine qui à l'époque comprend la Cisjordanie. À cette date la Grande-Bretagne n'a pas les troupes pour surveiller à la fois les Juifs et les Arabes.
Wilson veut conserver l'Égypte au sein de l'Empire britannique. Après une montée du nationalisme au cours du printemps 1919, Milner est nommé pour diriger une enquête. Au cours de l'été 1920, Milner propose une autonomie pour l'Égypte qui est accordée. Wilson est d'accord avec Churchill, qui pense que l'octroi d'une autonomie à l'Égypte, même si elle est un état fantoche sous l'influence britannique, est un mauvais exemple pour l'Inde et pour l'Irlande. Finalement, malgré ses réticences, Allenby, le haut-commissaire britannique au Caire, promulgue une déclaration en février 1922 fondée sur les propositions Milner. Il indique cependant que « la Grande-Bretagne a des intérêts spéciaux » dans le pays en septembre 1920. Wilson est préoccupé car la garnison britannique se limite à la zone du canal de Suez.

### Irlande

#### Escalade de la crise
Wilson écrit à Robertson le 13 juin 1919 que « l'Irlande va de mal en pis, et » que « un peu effusion de sang » est nécessaire. En 1919, les combats sont sporadiques et très localisés, semblables à ceux lors de l'agitation rurale du début des années 1880. En 1919, 15 policiers, sur 9 000, sont tués en 1919. Dans l'agenda politique britannique durant cette période, l'Irlande n'est pas une priorité.
En octobre 1919, Wilson avertit Churchill que la mise en place du Home Rule irlandais à l'automne conduira à des problèmes et que Robertson n'a pas la subtilité nécessaire pour le commandant des troupes militaires en Irlande. Wilson demande à Churchill qui a proposé le poste à Robertson de solliciter l'arbitrage du premier ministre, sachant que ce dernier déteste Robertson. Lloyd George préfère nommer Macready au commandement irlandais, ce dernier a l'expérience du maintien de la paix lors de ses fonctions en Galles du Sud et à Belfast. Macready a également servi comme commissaire de la police métropolitaine de Londres, il est nommé commandant des troupes militaires en Irlande au début de 1920.
Le Cabinet accède le 11 mai 1920 à la demande de Macready de véhicules et de personnels techniques supplémentaires. Sur les conseils de Wilson, le Cabinet n'accepte pas l'envoi des 8 bataillons supplémentaires, ces bataillons sont gardés en réserve. Churchill propose de renforcer la police irlandaise par une force de 8 000 d'anciens soldats, mais Wilson pense cette division auxiliaire, qui culminera à 1 500 hommes en juillet 1921, comme il est devenu, sera mal formée, mal dirigée et dispersée à travers l'Irlande. Ses craintes se sont par la suite avérées tout à fait justifiées. Wilson préfère une force spéciale de 8 « bataillons de garnison » soumis à une discipline militaire stricte pour réaliser une campagne militaire classique en Irlande. Cette campagne, selon lui, serait comme une guerre par procuration contre les mouvements antibritanniques de « New York et du Caire et de Calcutta et de Moscou », mais cette option est politiquement impossible à mettre en œuvre.
Wilson est préoccupé par les actions de Tudor qui, avec la complicité de Lloyd George, applique une politique officieuse de représailles en tuant des hommes de l'IRA lors de morts de forces pro-Couronne. Wilson écrit à Macready en juin 1920 que « la discipline et la bonne réputation de l'armée vaut une demi-douzaine d'Irlande ». Il est très préoccupé par les actions des troupes à Fermoy en représailles à l'enlèvement du général Cuthbert. Macready apprend à Wilson que l'armée organise également des « accidents » pour des hommes suspectés d'appartenir à l'IRA, mais ne dit pas les politiciens comme il ne voulait pas qu'ils «parlé et plaisanté à propos, après le dîner par les ministres du Cabinet». En juillet 1920, Lloyd George refuse de déclarer officiellement la loi martiale en Irlande car dans le même temps les causes et les effets du massacre d'Amritsar d'avril 1919 sont débattus au Parlement.

#### Loi martiale
En septembre 1920, l'armée est fortement sollicitée : deux divisions supplémentaires sont déployées en Irak et une grève des charbonnages est possible. Wilson veut retirer 10 bataillons d'Irlande, mais Macready lui indique que cela rendrait impossible maintien de la paix de l'Irlande à moins que l'armée n'ait les mains libres pour mener des opérations purement militaires. De plus Wilson se rend compte que la discipline au sein de l'armée et de la police est moins stricte. Wilson recommande l'application de la loi martiale, en soulignant la nécessité d'avoir un soutien politique sans faille. Wilson souhaite listés les membres connus du Sinn Fein et que lorsqu'un policier est tué cinq hommes de ces listes soient abattus en représailles si l'auteur de la tuerie n'est pas démasqué.
Après l'assassinat d'une douzaine d'officiers britanniques lors du Bloody Sunday le 21 novembre 1920, Wilson exhorte « pour la centième fois » Churchill d'appliquer la loi martiale. Enfin après le meurtre de 17 auxiliaires dans une embuscade à Kilmichael (en), près de Macroom, dans le Comté de Cork, la loi martiale est déclarée dans les quatre comtés de Cork Munster, Tipperary, Kerry et Limerick le 10 décembre 1920. Wilson aurait souhaité que la loi martiale soit étendue à toute l'Irlande excepté l'Ulster. Le 23 décembre 1920, l'Irish Home Rule devient une loi. Wilson assiste à une conférence spéciale le 29 décembre 1920 où sont également présents Macready, Tudor et John Anderson le chef de la fonction publique de Dublin. Lors de cette réunion, ils conviennent qu'aucune trêve ne serait autorisée pour les élections au Parlement de Dublin fixées au mois de mai 1921. Ils considèrent également que la loi martiale doit être maintenue encore au moins 4 mois pour rétablir l'ordre, Wilson de son côté est favorable à un maintien pour 6 mois. Conformément aux souhaits de Wilson et de Macready, la loi martiale est étendue sur le reste de Munster (comtés de Waterford et Clare) et sur une partie du Leinster (comtés de Kilkenny et Wexford).
En février 1921, le nouveau secrétaire d'État à la Guerre, Laming Worthington-Evans, écoute davantage les conseils de Wilson. La guerre d'indépendance irlandaise atteint son apogée dans la première moitié de 1921 où le nombre de tués dans les troupes pro-Couronne est deux fois important que le nombre de tués de la seconde moitié de 1920. Wilson milite pour l'unité de commandement de l'armée et de la police que Macready ne veut pas.

En avril 1921, le Cabinet décide, contre l'avis de Wilson, de retirer à Macready 4 des 51 bataillons, pour répondre à la grève imminente de la Triple Alliance. Wilson élabore de son côté des plans pour envoyer 30 bataillons supplémentaires en Irlande une fois les risques de grève et les élections irlandaises passées. Ces renforts sont destinés à éliminer à la souche la guerre de guérilla. En juin et juillet 1921, 17 bataillons sont envoyés, portant la force britannique à 60 000 hommes. Finalement devant cette escalade, les politiciens décident d'entamer des pourparlers secrets avec James Craig et Éamon de Valera.

#### Trêve

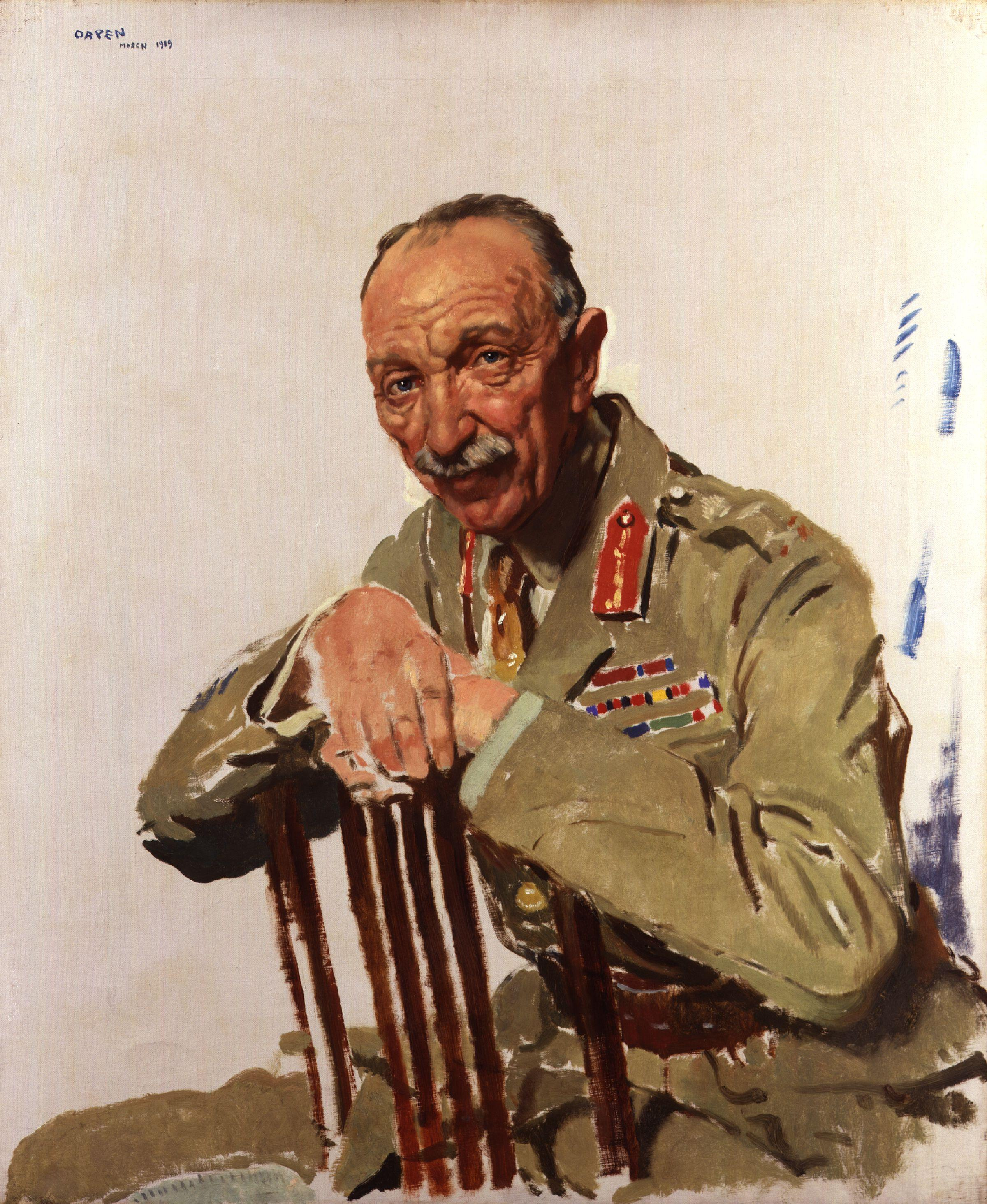

Le 11 juillet 1921, une trêve est signée. Wilson la considère comme une « lâcheté », il espère qu'elle se brisera rapidement pour que les 30 000 soldats supplémentaires puissent écraser le Sinn Fein. Il considère le plan de Lloyd George de se retirer de l'intérieur de l'Irlande et de contrôler les grandes villes et les ports comme « aussi ridicule qu'impossible ».
En juin 1921, Lloyd George se plaint de ne pouvoir avoir « une discussion saine » avec Wilson. Lorsque Wilson lui indique le 5 juillet 1921, qu'il « ne parle pas aux meurtriers » et qu'il livrerait de Valera à la police lors de sur sa prochaine visite à Londres, le Premier ministre lui répond : « Oh non-sens. Dans la vie publique, nous devons faire ces choses ». Cette conversation semble avoir été la cause de la rupture définitive entre Wilson et Lloyd George. Malgré les suppliques de Worthington et de Evans, Wilson ne rencontre pas le Premier ministre avant le 10 février 1922. Wilson envoie des députés au Conseil des ministres quand on lui demande son avis. En octobre 1921 Lloyd George se plaint que ses relations avec Wilson qu'il juge « très difficiles », il n'était pas triste que son mandat soit presque terminé. Wilson pense que le traité irlandais du 6 décembre 1921 est une « capitulation honteuse » par un « cabinet de lâches ». Il prédit une guerre civile en Irlande. Il préfère quitter son poste avant qu'« un ensemble de meurtriers » (le gouvernement irlandais) ne demande l'aide militaire britannique contre « une autre série de meurtriers ».
Le 3 août 1921, Wilson élu membre de la Royal Yacht Squadron à Cowes l'année précédente, se noie presque dans un accident de plaisance. Il fait ses adieux à l'École des cadres dans une conférence intitulée « le décès de l'Empire » en décembre. Son dernier acte comme CIGS, en janvier 1922, est de s'opposer à la recommandation Geddes de réduire à nouveau l'armée de 50 000 hommes sur un effectif initial de 210 000 et 20 millions de livres le budget de la défense au lieu des 75 millions de livres, de ne laisser que 4 bataillons en Ulster. Après un examen de Churchill, l'ancien ministre de la Guerre, les réductions proposées ont été réduites.

### Membre du Parlement et conseiller d'Ulster
Les conservateurs proposent à Wilson un siège au parlement d'Irlande du Nord et un poste ministériel à Stormont. Ils lui proposent aussi un siège au Parlement anglais, il accepte d'aller à Westminster pour un seul mandat. Il apprend qu'avec un mandat parlementaire, il pourra plus facilement devenir administrateur des sociétés.
Wilson démissionne de l'armée, il est remplacé comme CIGS par le comte de Cavan, le 19 février 1922. Il est élu le 21 février 1922. Bien que les conservateurs soutiennent officiellement la coalition de Lloyd George, Wilson consacre toute son énergie à renverser le gouvernement actuel. Il parle sept fois au Parlement, deux fois sur les estimations de l'armée et cinq fois au sujet de l'Irlande.
Sir James Craig invite Wilson à conseiller le gouvernement d'Irlande du Nord sur la sécurité. Lors d'une conférence le jour de la Saint-Patrick en 1922, Wilson conseille une augmentation de la gendarmerie spéciale, il exhorte les catholiques fidèles à rejoindre la gendarmerie, plutôt que de garder un corps purement protestante. Craig ne transmet pas cette recommandation au Conseil des ministres de Stormont. Wilson recommande qu'un officier de l'armée soit désigné pour prendre le commandement de la gendarmerie, pour éviter qu'une force mal gérée s'aliène l'opinion publique comme les Black and Tans. Wilson n'est pas impressionné par Craig, il le considère comme « paresseux et mauvais juge des hommes et des événements ». Cependant, dans la première moitié de 1922, une guerre non déclarée était en cours en Irlande du Nord [183] et dans les yeux des nationalistes Wilson a été blâmé pour la position de la gendarmerie dans la violence sectaire, Michael Collins en l'appelant « un partisan violent Orange ».
Anthony Heathcote écrit que Wilson a proposé une réorganisation de la police et des forces militaires en Irlande du Nord pour former une armée pour reconquérir le sud.

### Mort

#### Assassinat par l'IRA

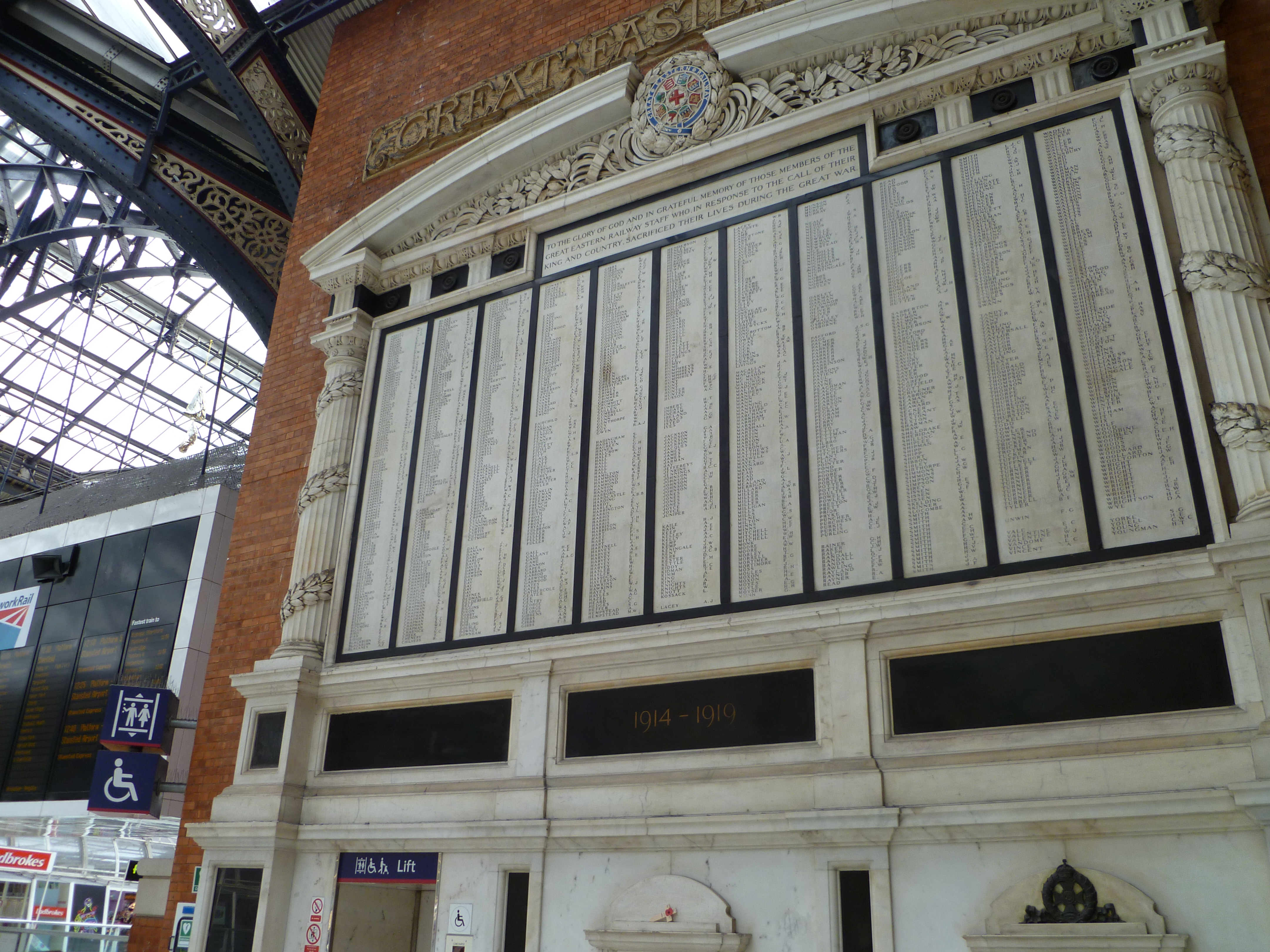
Le mémorial de guerre à la gare de Liverpool Street

Le 22 juin 1922, deux volontaires de l'IRA Reginald Dunne et Joseph O'Sullivan, abattent Sir Henry Wilson alors qu'il rentre à son domicile du 36 Eaton Square à Mayfair à Londres, deux heures après avoir assisté à l'inauguration du mémorial de guerre du réseau des chemins de fer à la gare de Liverpool Street. Il est atteint de six blessures dont deux mortelles à la poitrine.
Les rumeurs sur sa mort indiquent que le premier coup de feu est manqué mais que plutôt que de se réfugier dans sa maison, Wilson tire son épée et se dirige vers ses agresseurs. Ces histoires ont souvent souligné qu'il est mort en martyr. Sa femme de ménage témoigne qu'elle a trouvé son épée tirée à côté de lui. Cependant, ces détails ne figurent pas dans les trois récits de témoins oculaires cités par Keith Jeffery : les témoignages de Reginald Dunne, d'un cantonnier, et du chauffeur de taxi qui avait déposé Wilson chez lui.
Deux policiers et un chauffeur sont également abattus alors que les hommes tentent d'éviter la capture. Ils sont ensuite entourés par une foule et arrêtés par d'autres policiers après un combat. Dunne et O'Sullivan sont reconnus coupables d'assassinat et pendus le 10 août 1922.
Wilson est lui-même considéré comme « irlandais », l'adresse de Currygrane dans le comté de Longford est la première adresse dans son entrée de son Who’s Who. Au début de juillet 1919, Wilson en uniforme et dans une voiture décapotable, conduit sa mère là-bas qui sera sa dernière visite. Pendant la guerre d'indépendance de l'IRA, Wilson fait confisquer les armes de la famille et la maison est surveillée par les Auxiliaires. En 1921, lui et ses frères ont tout quitté ruinés, Wilson a dû payer pour la scolarisation de la fille de son frère. Le jour où les tueurs de Wilson sont pendus, sa maison de Currygrane est incendiée, peut-être en guise de représailles.

#### Implication possible de Michael Collins
TR Dwyer suggère que l'assassinat de Wilson a été ordonné par le général de l'État libre d'Irlande et commandant en chef Michael Collins, en représailles à la poursuite des troubles en Irlande du Nord. Tim Pat Coogan (en) indique que Collins et Liam Tobin étaient à la gare d'Euston de Londres juste avant l'assassinat pour récupérer envoyer de Dublin. Collins retourne à Dublin avant le meurtre et annonce avec jubilation les nouvelles au ministre de la Défense, Richard Mulcahy. En 1923, des enquêtes de Scotland Yard mettent en évidence l'implication de Sam Maguire le chef des services secrets à Londres, un agent de Collins dans l'assassinat de Wilson. Maguire est averti de ces enquêtes et fuit à Dublin.
Cependant cette hypothèse est contestée. Tout ordre d'assassiner Wilson aurait dû être validé par Rory O'Connor, alors chargé des opérations au Royaume-Uni de l'IRA, de plus la dernière tentative d'assassinat contre Wilson est réalisée en 1921 et non 1922. Coogan suggère que Reginald Dunne, qui a la confiance de Michael Collins et Rory O'Connor, entreprend d'assassiner Wilson comme un ultime effort pour provoquer les représailles du gouvernement britannique, unissant ainsi les deux côtés des nationalistes. Hart estime que les assassins ont « agi seuls croyant que Wilson était responsable de la mort de catholiques à Belfast ». Les tueurs ont seulement décidé d'attaquer la veille au soir, le jour même Sullivan travaille jusqu'à 13 heures. Les tueurs n'ont pas de plan de fuite.

#### Réactions gouvernementales
Lloyd George et Winston Churchill réceptionnent dans la salle du Cabinet au 10 Downing Street les pistolets utilisés par les assassins de Wilson. Churchill écrit « Il n'y avait pas Henry Wilson, Le Premier ministre et moi-même étions face à face devant la table où étaient posés les pistolets qui une heure auparavant avaient pris la vie de cet homme loyal ». La Chambre des communes suspend immédiatement ses travaux. Le roi George V envoie son écuyer, le colonel Arthur Erskine (en), à Eaton Square pour transmettre les condoléances royales à Lady Wilson. Un dîner pour célébrer l'anniversaire du prince de Galles au palais de Buckingham est également annulé.
Les ministres tiennent conseil au 10 Downing Street le jour même de l'assassinat à 17 heures. Ils soupçonnent les forces anti-traité qui ont récemment saisi les Four Courts à Dublin, d'être responsables de l'assassinat, ce qu'elles ne sont pas. Ils pensent que le gouvernement provisoire irlandais « doit être renversé ». Macready est convoqué à Londres, où il trouve les ministres inquiets pour leur sécurité personnelle et désireux de représailles. Le cabinet demande à Macready si les troupes britanniques peuvent saisir les Four Courts. Ce dernier les met en garde contre une action précipitée qui réunirait les deux factions irlandaises. À son retour à Dublin, Macready retarde délibérément la prise de telles mesures. Le soupçon de complicité des forces anti-traité dans l'assassinat de Wilson et les pressions britanniques pour réagir ont été l'un des déclencheurs de la guerre civile irlandaise.
L'assassinat est perçu avec horreur au Royaume-Uni, il est comparable aux meurtres de Phoenix Park de 1882, qui avaient – dit-on – faire reculer la mise en place du Home Rule irlandais d'une génération. C'est le premier assassinat d'un député depuis le premier ministre Spencer Perceval en 1812 et le dernier jusqu'à l'assassinat d'Airey Neave par l'INLA en 1979.

#### Funérailles

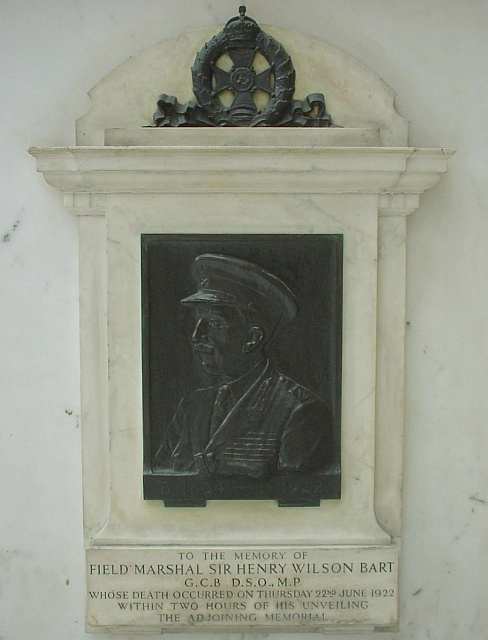

La veuve de Wilson a accusé le gouvernement d'être responsable de la mort de son mari. Lorsque le chef conservateur Austen Chamberlain a présenté ses condoléances à la famille le soir de la mort de Wilson, il s'est fait traiter d'« assassin » par la veuve et la nièce de Wilson lui a demandé de quitter la maison. La veuve de Wilson n'a accepté la présence du gouvernement à l'enterrement uniquement pour ne pas manquer de respect au roi. La mère de Wilson a écrit à Bonar Law, l'ancien chef du Parti conservateur et une alternative crédible à la coalition en place pour se plaindre que Lloyd George avait prétendu avoir été un ami personnel de Wilson.
L'enterrement de Wilson se déroule en présence de Lloyd George et du gouvernement, de Foch, de Nivelle et de Weygand pour la France ainsi que plusieurs de ses collègues anciens militaires, dont French, Macready, Haig et Robertson. Le Field-marshal est enterré dans la crypte de la cathédrale Saint-Paul.

### Personnalité
Wilson est considéré par ses contemporains comme un homme charmant. Les politiciens apprécient sa finesse et sa légèreté. Cette popularité est cependant à tempérer. Certains officiers supérieurs britanniques ont cru que sa sympathie pour les Français pouvait s'apparenter à de la trahison. Des anonymes considèrent qu'il était friand des réunions avec les hommes politiques, Walter Reid écrit simplement que « sa présence aux côtés d'hommes politiques lui provoquait des érections ».
Pendant une grande partie de la guerre les relations entre Wilson et Haig n'ont pas été bonnes, elles se sont apaisées quand Wilson est devenu CIGS. Walter Reid indique que Wilson n'a pas activement comploté contre Haig. Lorsque French a demandé à Wilson, à la fin de 1915, s'il savait que Haig, Rawlinson et Gough intriguaient contre lui, Wilson a répondu que « Haig était un trop bon camarade » pour ce genre de chose. Après la catastrophe du 1er juillet 1916 Wilson écrit que Haig est « un bon soldat cœur défensif sans imagination, doté d'un très petit cerveau et peu sympathique ». Le même jour Foch, qui a refusé une invitation du maréchal Haig déjeune avec Wilson où il dit que Haig « est stupide et n'a pas l'estomac pour la lutte », propos tempérés par Wilson les considérant comme « pas tout à fait juste ».
Le point de vue de Haig sur Wilson est moins cordiale en privé. À la suite d'une réunion le 23 juin 1916, après la contre-attaque manquée sur la crête de Vimy, Haig trouve que Wilson « est de plus en plus diabolique à chaque fois que je le vois ». Il considère que Wilson est « un homme politique, et non un soldat ». En fait plus qu'une personne douée pour les intrigues, Wilson est un grand parleur lui permettant d'être apprécié par certains hommes politiques. Sa proximité avec French est la cause de l'hostilité continuelle de Robertson. Enfin, il est à noter que bien que considéré comme une personne intrigante, son comportement n'a pas été différents de ceux de Robertson, Haig, Rawlinson et Gough qui ont beaucoup œuvré pour le limogeage de French.